# Seznam hokejistů draftovaných týmem Pittsburgh Penguins

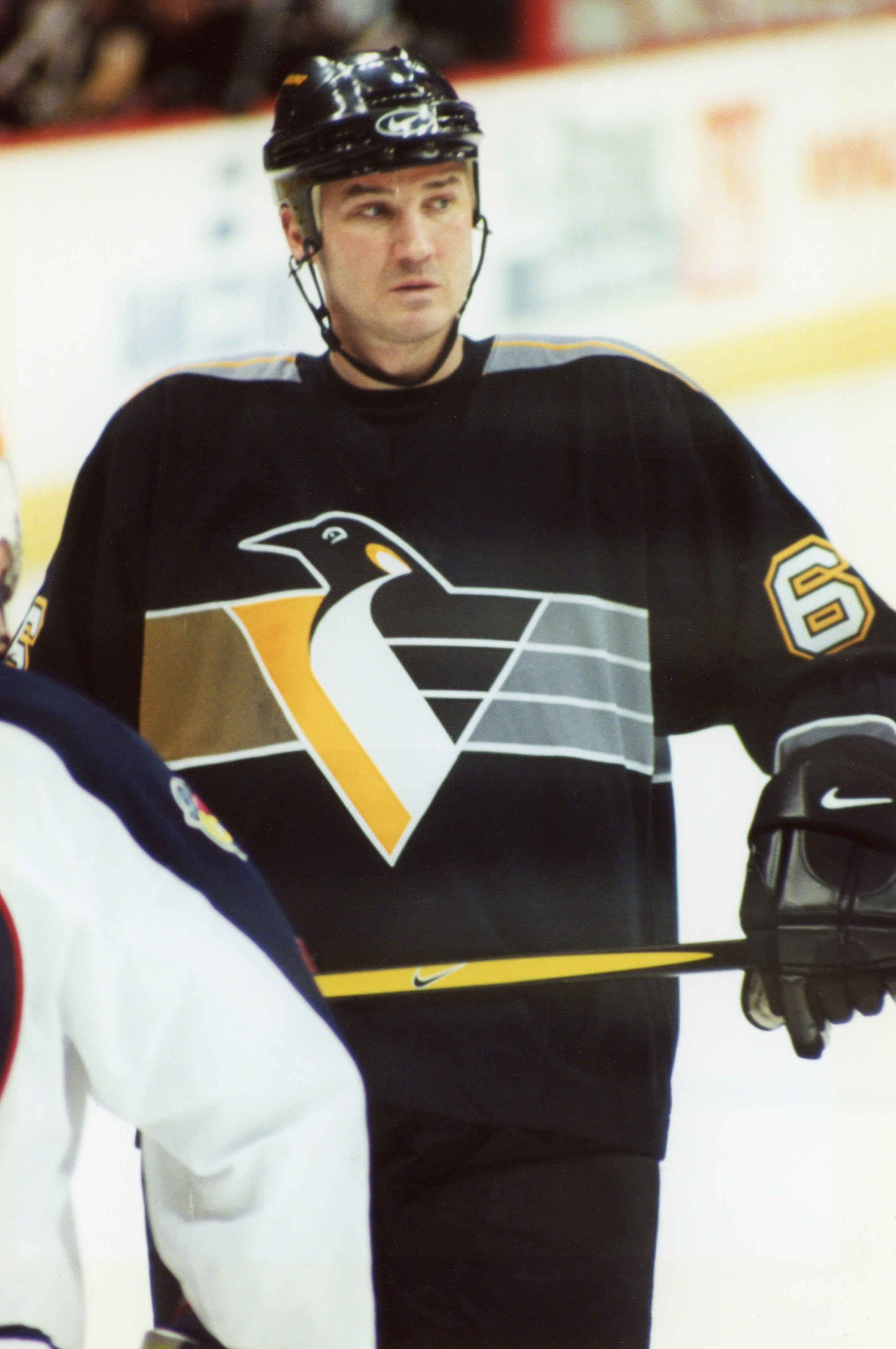
Mario Lemieux byl draftován z 1. místa v roce 1984.

Toto je kompletní seznam hokejistů, kteří byli draftováni v NHL do týmu Pittsburgh Penguins. To zahrnuje každého hráče, který byl draftován, bez ohledu na to, zda hrál za tým.

## Draft 1. kola

### Historie prvního kola
| †  | Hráč který byl vybrán do hokejové síně slávy                            | Hráč který byl vybrán do hokejové síně slávy                            | Hráč který byl vybrán do hokejové síně slávy                            |
| *  | Draftován z 1. místa                                                    | Draftován z 1. místa                                                    | Draftován z 1. místa                                                    |
| ≠  | Hráč který neodehrál žádný zápas v NHL                                  | Hráč který neodehrál žádný zápas v NHL                                  | Hráč který neodehrál žádný zápas v NHL                                  |
| *† | Hráč který byl draftován z 1. místa a byl vybrán do hokejové síně slávy | Hráč který byl draftován z 1. místa a byl vybrán do hokejové síně slávy | Hráč který byl draftován z 1. místa a byl vybrán do hokejové síně slávy |

| Rok  | Místo | Hráč               | Pozice              | Stát           | Předchozí tým (liga)                 |
| ---- | ----- | ------------------ | ------------------- | -------------- | ------------------------------------ |
| 1967 | 2     | Steve Rexe≠        | Brankář             | Kanada         | Belleville Mohawks (OHA Sr. A)       |
| 1968 | 4     | Garry Swain        | Centr               | Kanada         | Niagara Falls Flyers (OHA)           |
| 1969 | Nikdo | Nikdo              | Nikdo               | Nikdo          | Nikdo                                |
| 1970 | 7     | Greg Polis         | Levé křídlo         | Kanada         | Estevan Bruins (WCHL)                |
| 1971 | Nikdo | Nikdo              | Nikdo               | Nikdo          | Nikdo                                |
| 1972 | Nikdo | Nikdo              | Nikdo               | Nikdo          | Nikdo                                |
| 1973 | 7     | Blaine Stoughton   | Levé křídlo         | Kanada         | Flin Flon Bombers (WCHL)             |
| 1974 | 8     | Pierre Larouche    | Centr               | Kanada         | Sorel Black Hawks (QMJHL)            |
| 1975 | 13    | Gordon Laxton      | Brankář             | Kanada         | New Westminster Bruins (WCHL)        |
| 1976 | 2     | Blair Chapman      | Pravé křídlo        | Kanada         | Saskatoon Blades (WCHL)              |
| 1977 | Nikdo | Nikdo              | Nikdo               | Nikdo          | Nikdo                                |
| 1978 | Nikdo | Nikdo              | Nikdo               | Nikdo          | Nikdo                                |
| 1979 | Nikdo | Nikdo              | Nikdo               | Nikdo          | Nikdo                                |
| 1980 | 9     | Mike Bullard       | Centr               | Kanada         | Brantford Alexanders (OMJHL)         |
| 1981 | Nikdo | Nikdo              | Nikdo               | Nikdo          | Nikdo                                |
| 1982 | 10    | Rich Sutter        | Pravé křídlo        | Kanada         | Lethbridge Broncos (WHL)             |
| 1983 | 15    | Bob Errey          | Levé křídlo         | Kanada         | Peterborough Petes (OHL)             |
| 1984 | 1*    | Mario Lemieux†     | Centr               | Kanada         | Laval Voisins (QMJHL)                |
| 1984 | 9     | Doug Bodger        | Obránce             | Kanada         | Kamloops Junior Oilers (WHL)         |
| 1984 | 16    | Roger Belanger     | Centr               | Kanada         | Kingston Canadians (OHL)             |
| 1985 | 2     | Craig Simpson      | Levé křídlo         | Kanada         | Michigan State (CCHA)                |
| 1986 | 4     | Zarley Zalapski    | Obránce             | Kanada         | Canadian national team               |
| 1987 | 5     | Chris Joseph       | Obránce             | Kanada         | Seattle Thunderbirds (WHL)           |
| 1988 | 4     | Darrin Shannon     | Levé křídlo         | Kanada         | Windsor Spitfires (OHL)              |
| 1989 | 16    | Jamie Heward       | Obránce             | Kanada         | Regina Pats (WHL)                    |
| 1990 | 5     | Jaromír Jágr       | Pravé křídlo        | Československo | Poldi SONP Kladno (ČHL)              |
| 1991 | 16    | Markus Näslund     | Levé křídlo         | Švédsko        | Modo Hockey (Elitserien)             |
| 1992 | 19    | Martin Straka      | Centr               | Československo | HC Škoda Plzeň (ČHL)                 |
| 1993 | 26    | Stefan Bergkvist   | Obránce             | Švédsko        | Leksands IF (Elitserien)             |
| 1994 | 24    | Chris Wells        | Centr               | Kanada         | Seattle Thunderbirds (WHL)           |
| 1995 | 24    | Alexej Morozov     | Pravé křídlo        | Rusko          | Křídla Sovětů Moskva (IHL-Rusko)     |
| 1996 | 23    | Craig Hillier≠     | Brankář             | Kanada         | Ottawa 67's (OHL)                    |
| 1997 | 17    | Róbert Döme        | Pravé křídlo        | Slovensko      | Las Vegas Thunder (IHL)              |
| 1998 | 23    | Milan Kraft        | Centr               | Česko          | HC Keramika Plzeň (ELH)              |
| 1999 | 18    | Konstantin Koltsov | Pravé křídlo        | Bělorusko      | Severstal Čerepovec (RSL)            |
| 2000 | 18    | Brooks Orpik       | Obránce             | USA            | Boston College (Hockey East)         |
| 2001 | 21    | Colby Armstrong    | Pravé křídlo        | Kanada         | Red Deer Rebels (WHL)                |
| 2002 | 5     | Ryan Whitney       | Obránce             | USA            | Boston University (Hockey East)      |
| 2003 | 1*    | Marc-André Fleury  | Brankář             | Kanada         | Cape Breton Screaming Eagles (QMJHL) |
| 2004 | 2     | Jevgenij Malkin    | Centr               | Rusko          | Metallurg Magnitogorsk (RSL)         |
| 2005 | 1*    | Sidney Crosby      | Centr               | Kanada         | Rimouski Océanic (QMJHL)             |
| 2006 | 2     | Jordan Staal       | Centr               | Kanada         | Peterborough Petes (OHL)             |
| 2007 | 20    | Angelo Esposito≠   | Centr               | Kanada         | Quebec Remparts (QMJHL)              |
| 2008 | Nikdo | Nikdo              | Nikdo               | Nikdo          | Nikdo                                |
| 2009 | 30    | Simon Després      | Obránce             | Kanada         | Saint John Sea Dogs (QMJHL)          |
| 2010 | 20    | Beau Bennett       | Levé a pravé křídlo | USA            | Penticton Vees (BCHL)                |
| 2011 | 23    | Joe Morrow         | Obránce             | Kanada         | Portland Winterhawks (WHL)           |
| 2012 | 8     | Derrick Pouliot≠   | Obránce             | Kanada         | Portland Winterhawks (WHL)           |
| 2012 | 22    | Olli Määttä        | Obránce             | Finsko         | London Knights (OHL)                 |

### Celkový výběr

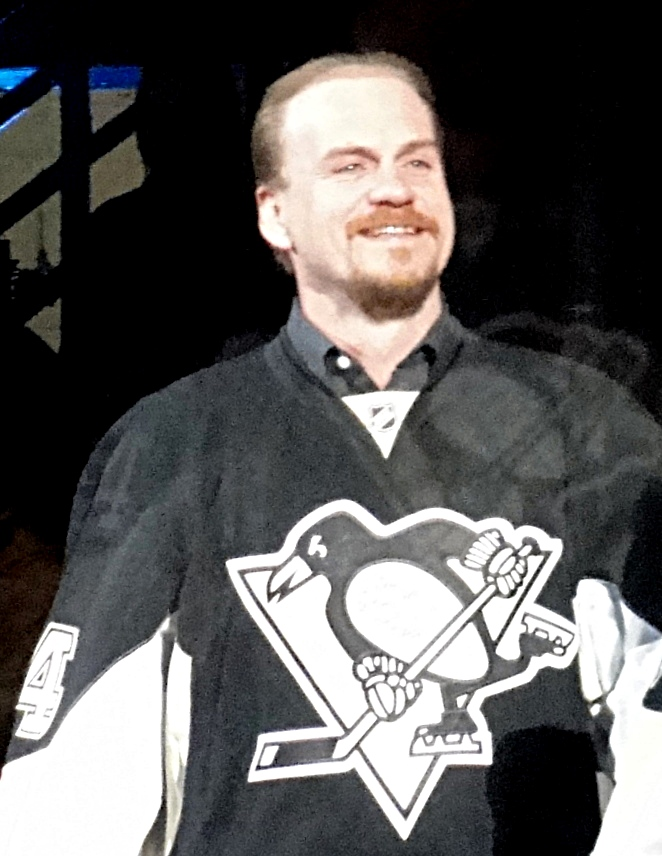
Rob Brown byl draftován ze 67. místa v roce 1986.

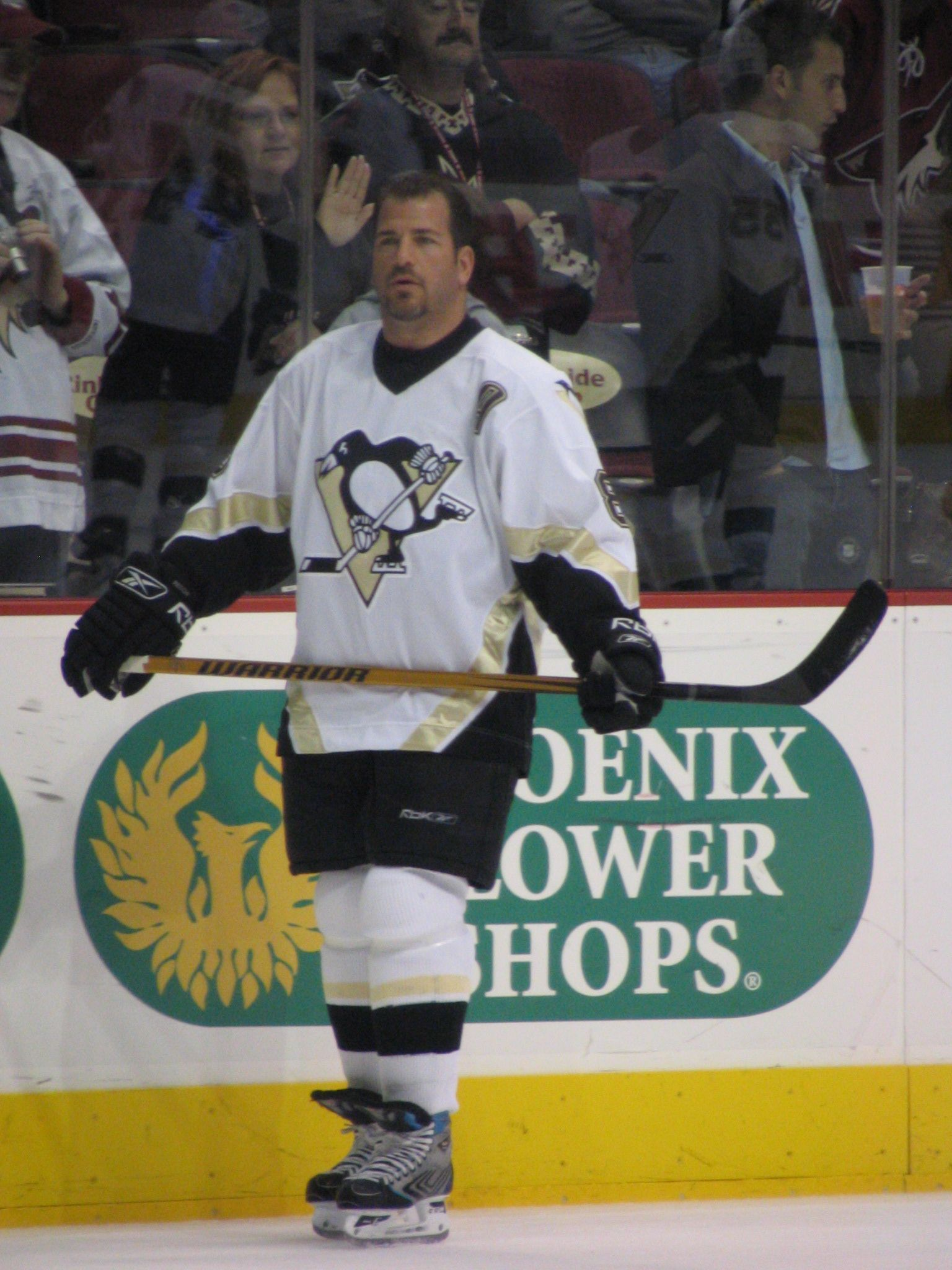
Mark Recchi byl draftován ze 67. místa v roce 1988.

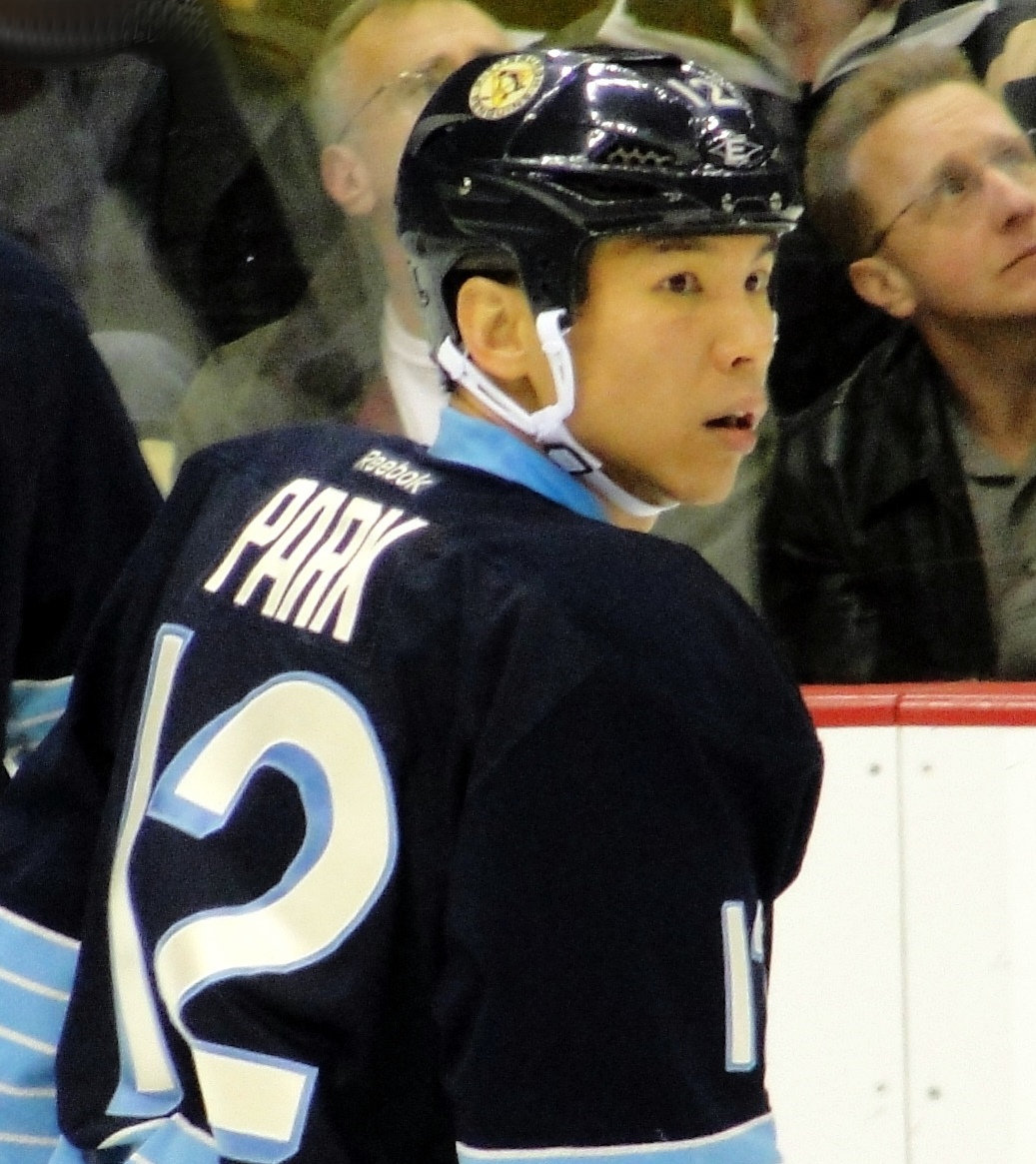
Richard Park byl draftován z 50. místa v roce 1994.

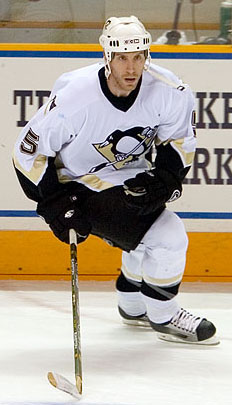
Rob Scuderi byl draftován ze 134. místa v roce 1998.

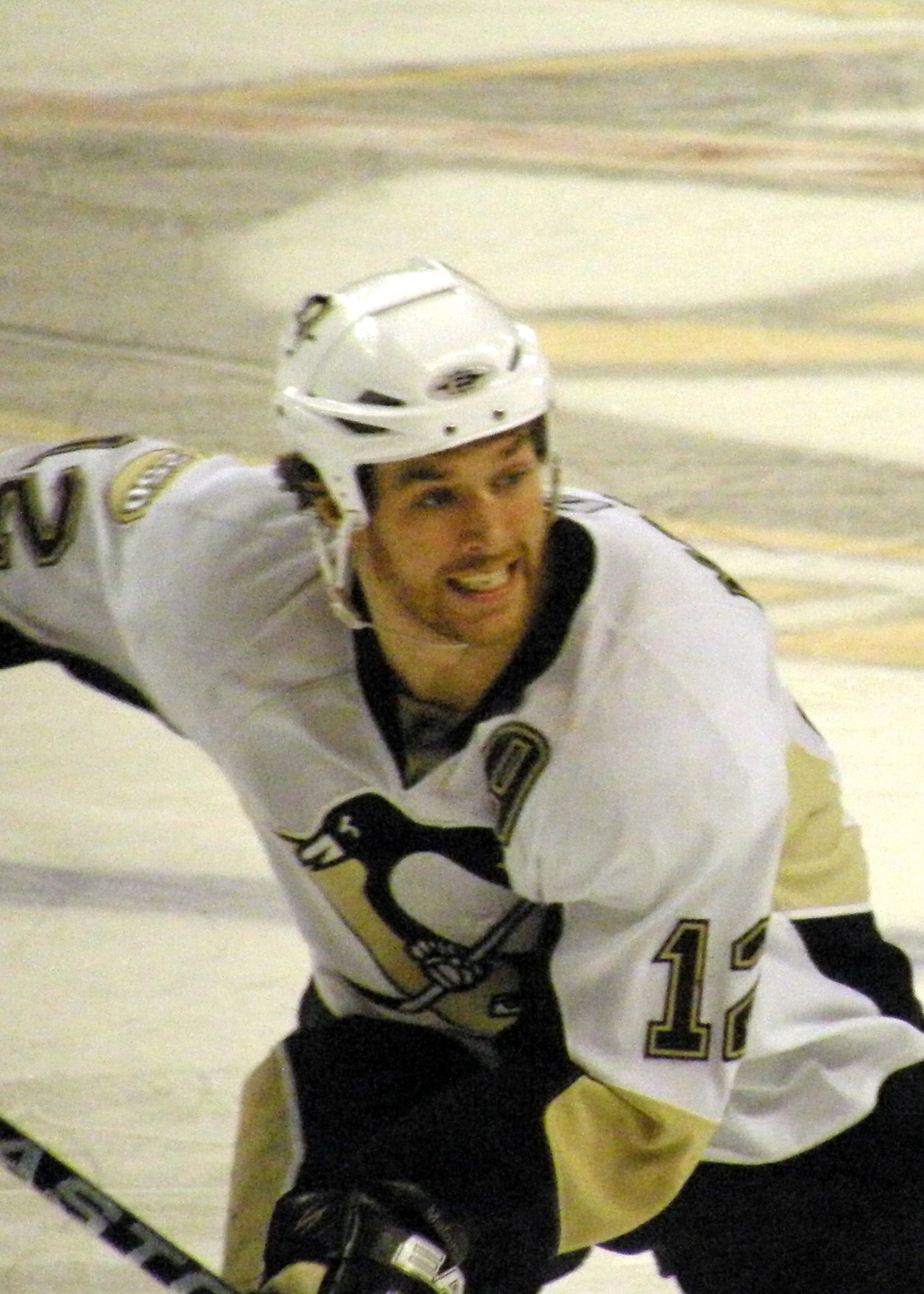
Ryan Malone byl draftován ze 115. místa v roce 1999.

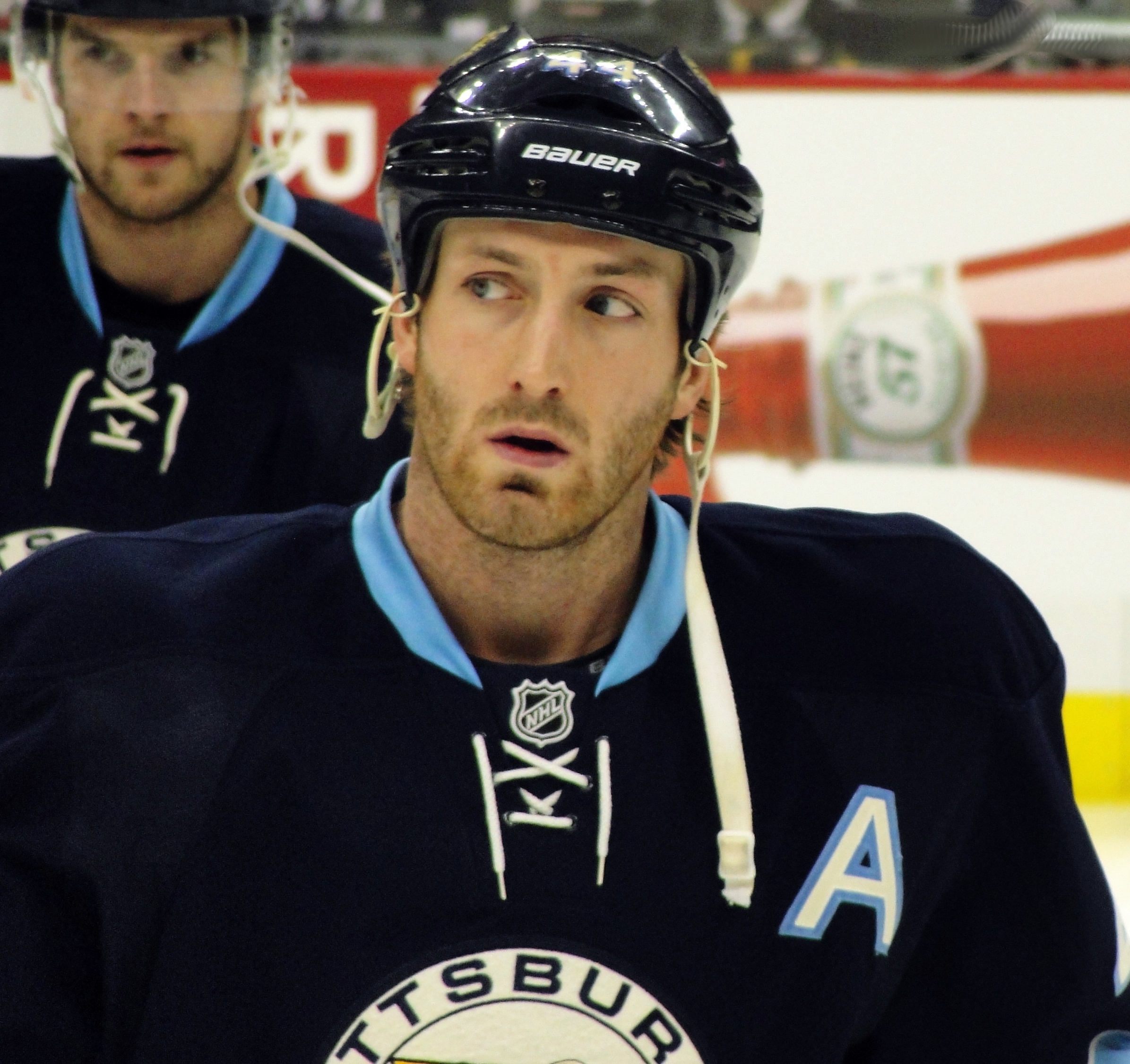
Brooks Orpik byl draftován z 18. místa v roce 2000.

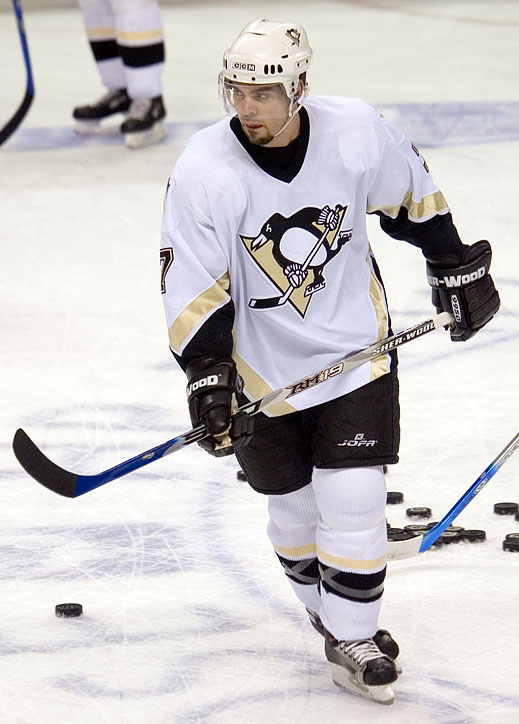
Michel Ouellet byl draftován ze 124. místa v roce 2000.

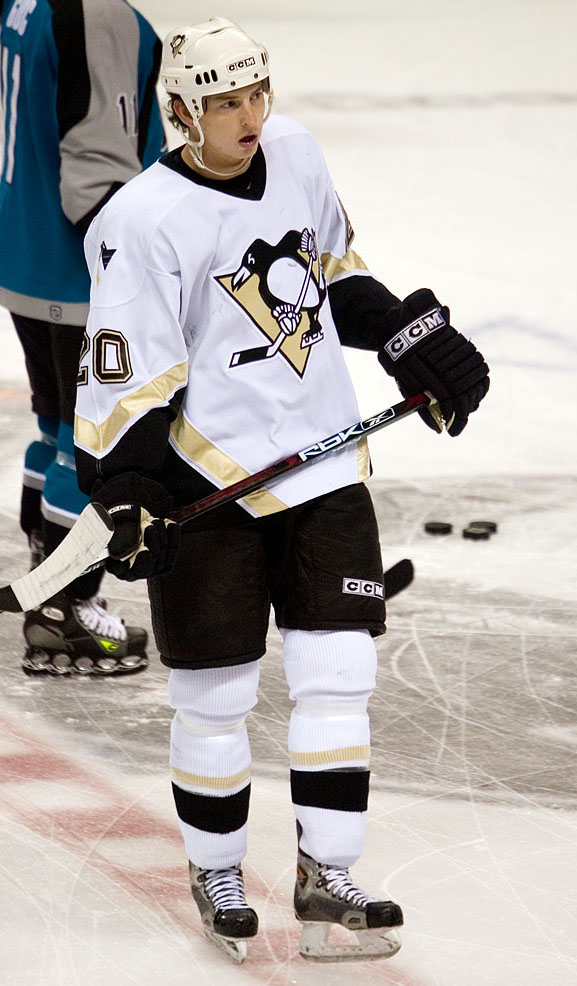
Colby Armstrong byl draftován z 21. místa v roce 2001.

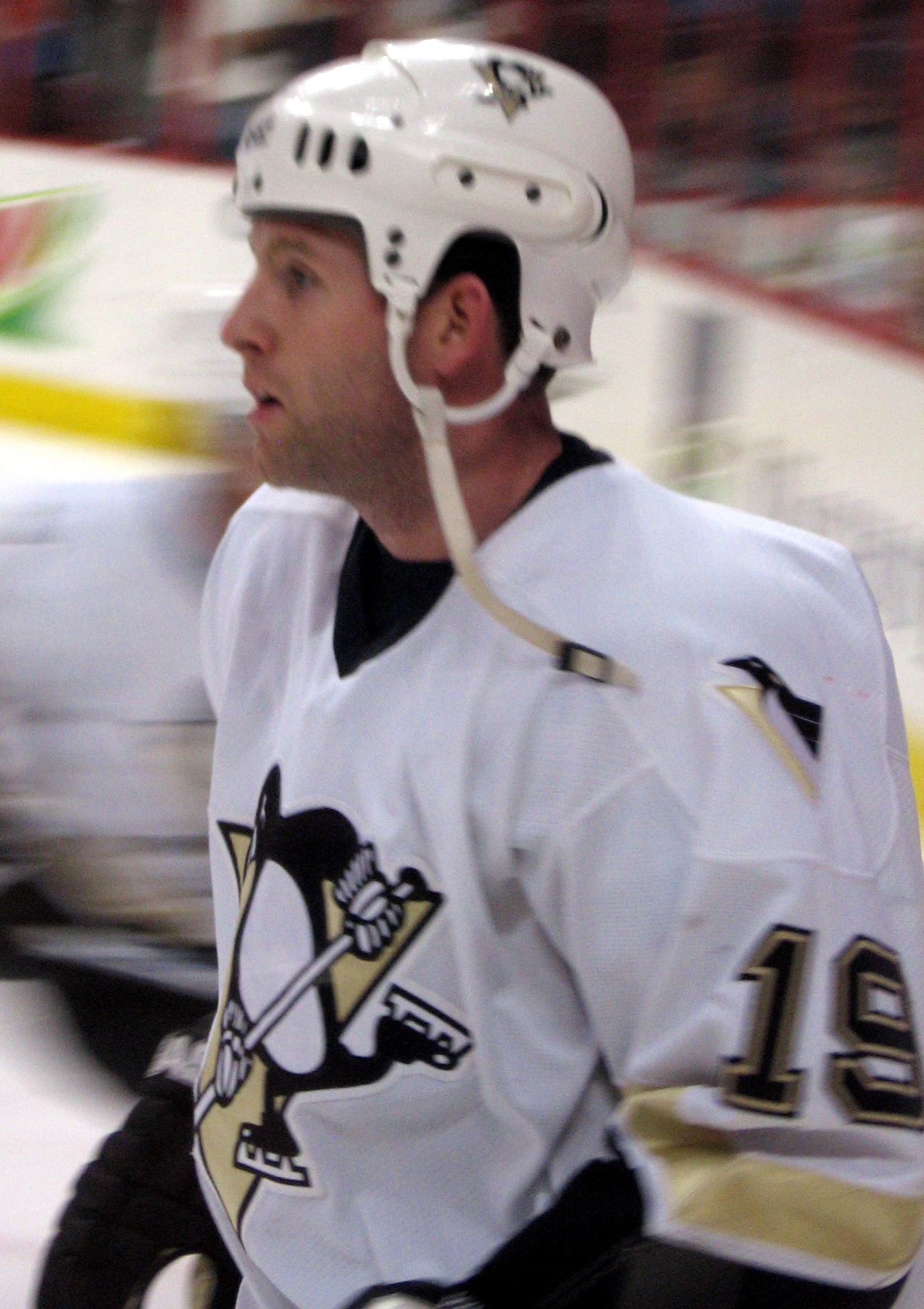
Ryan Whitney byl draftován z 5. místa v roce 2002.

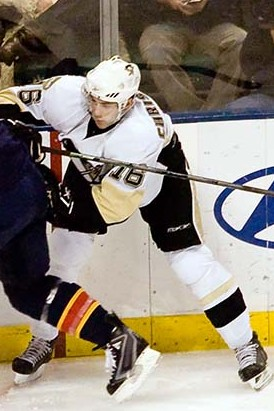
Erik Christensen byl draftován ze 69. místa v roce 2002.

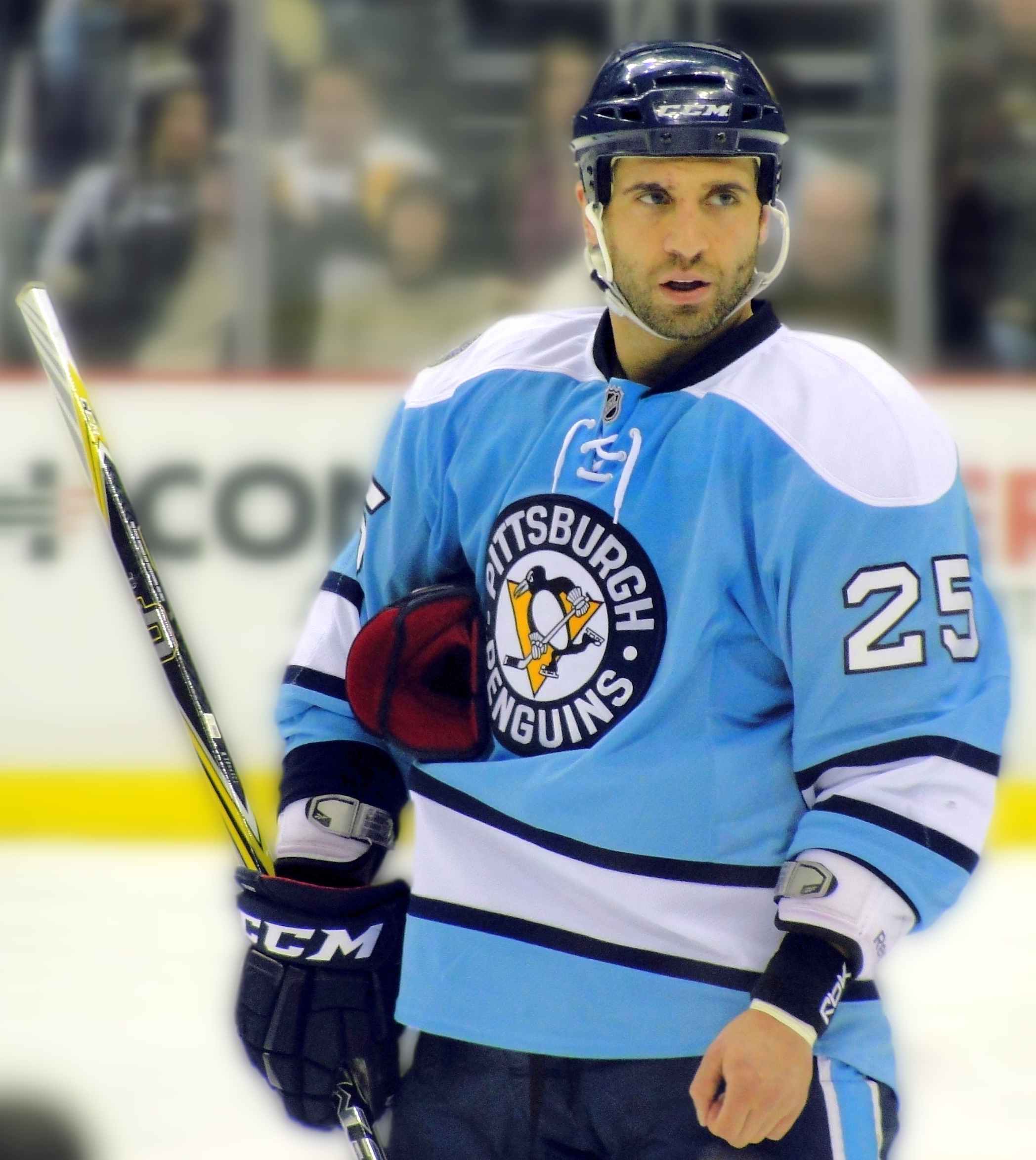
Maxime Talbot byl draftován z 234. místa v roce 2002.

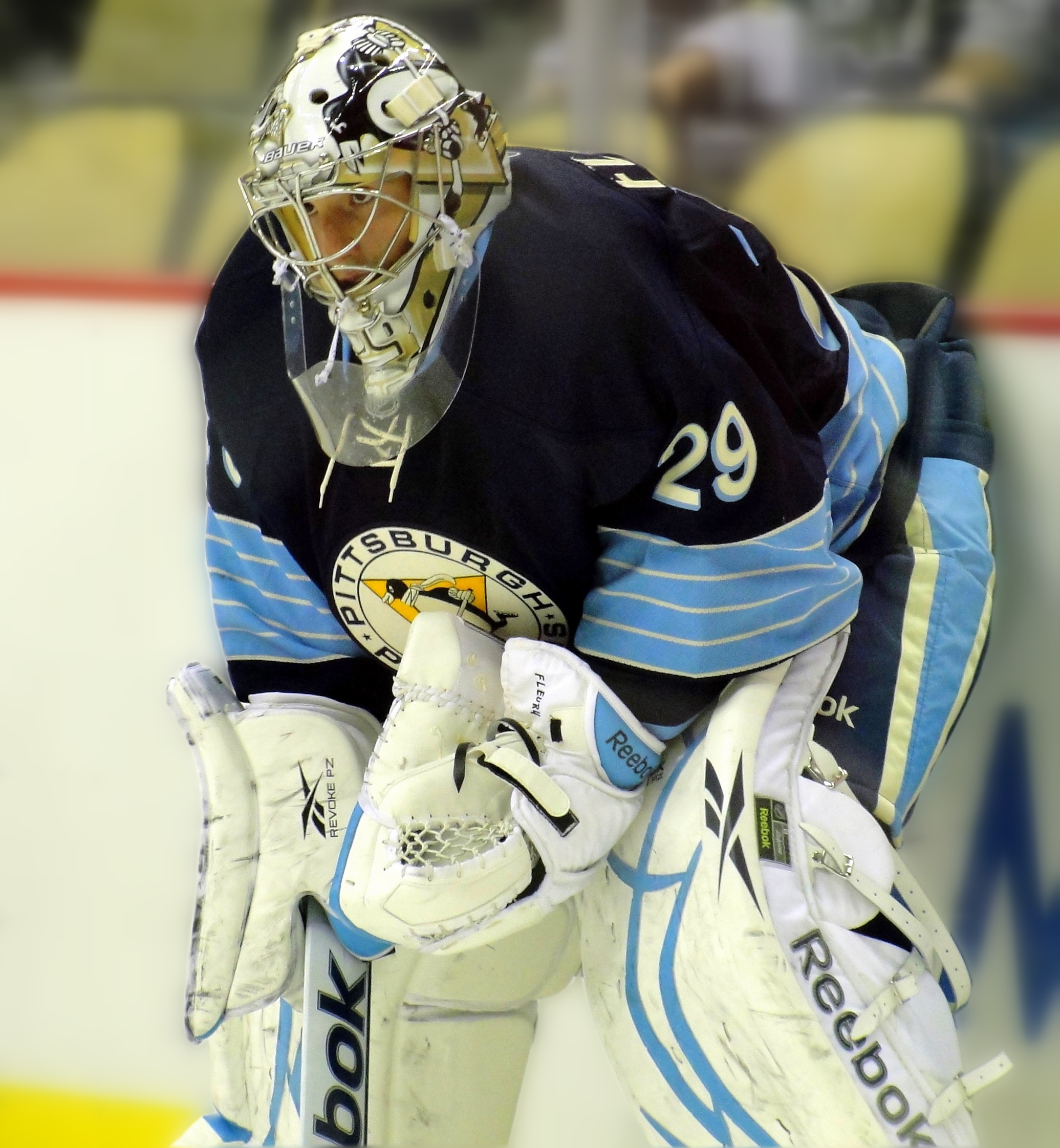
Marc-Andre Fleury byl draftován z 1. místa v roce 2003.

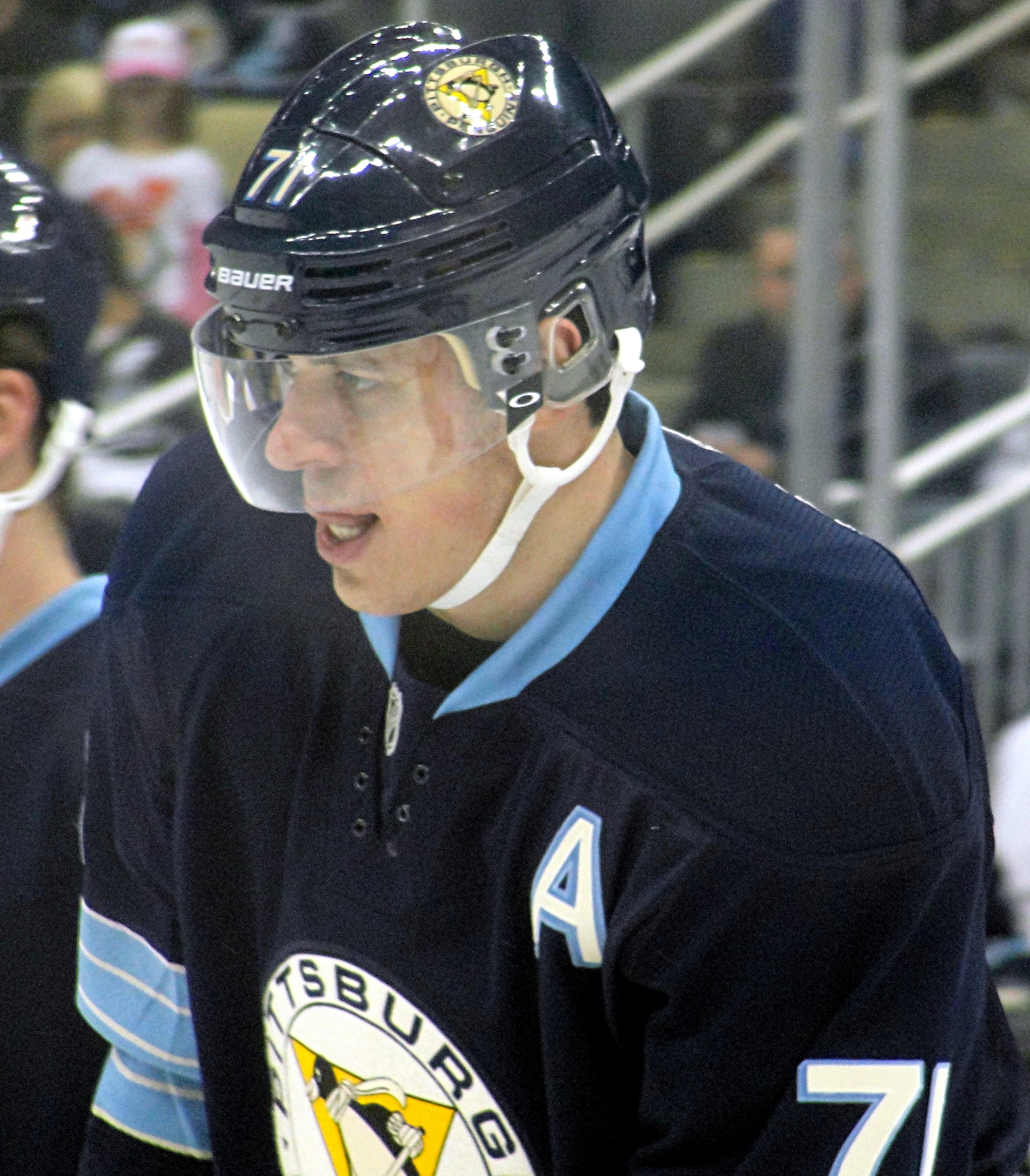
Jevgenij Malkin byl draftován ze 2. místa v roce 2004.

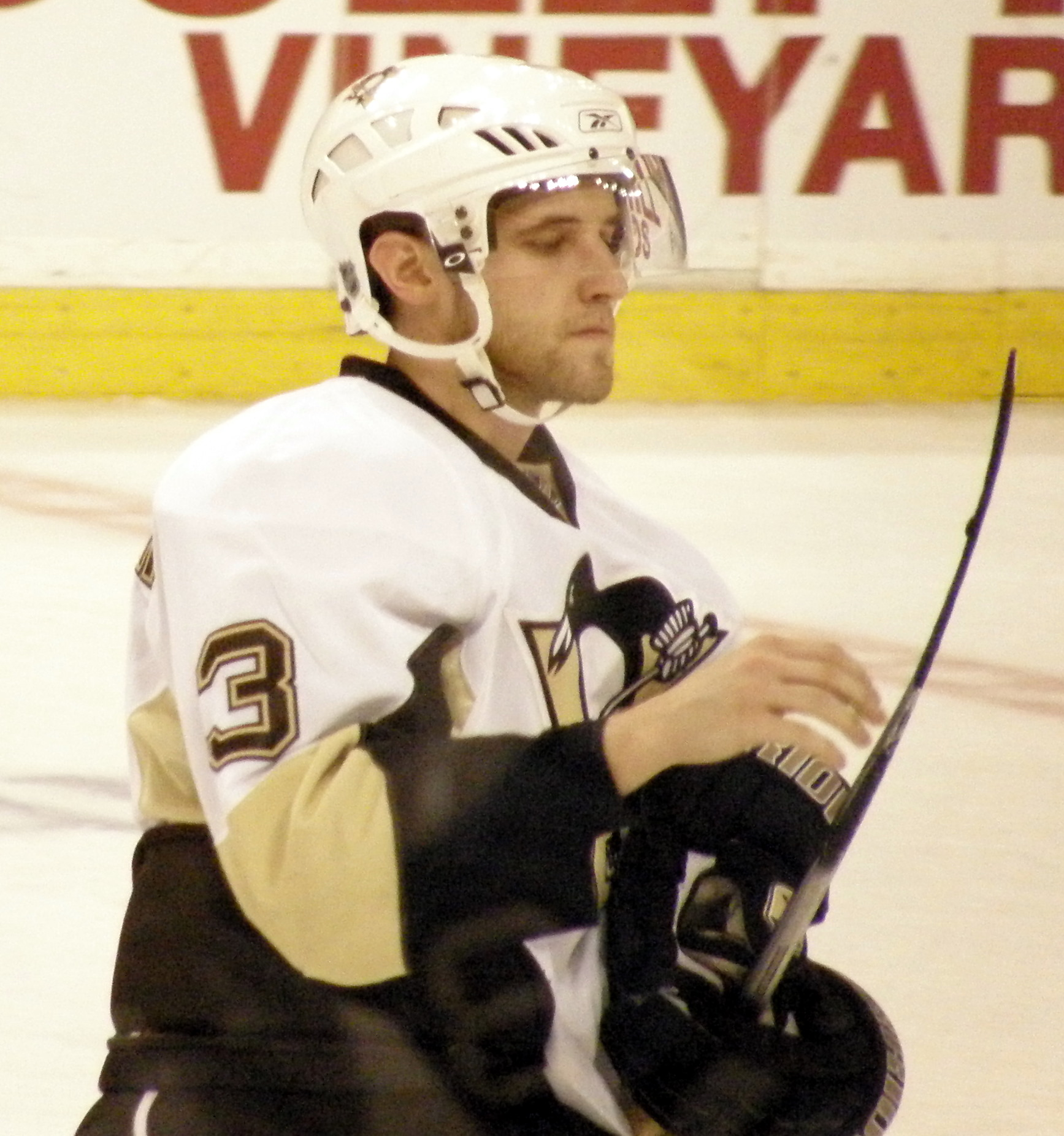
Alex Goligoski byl draftován ze 61. místa v roce 2004.

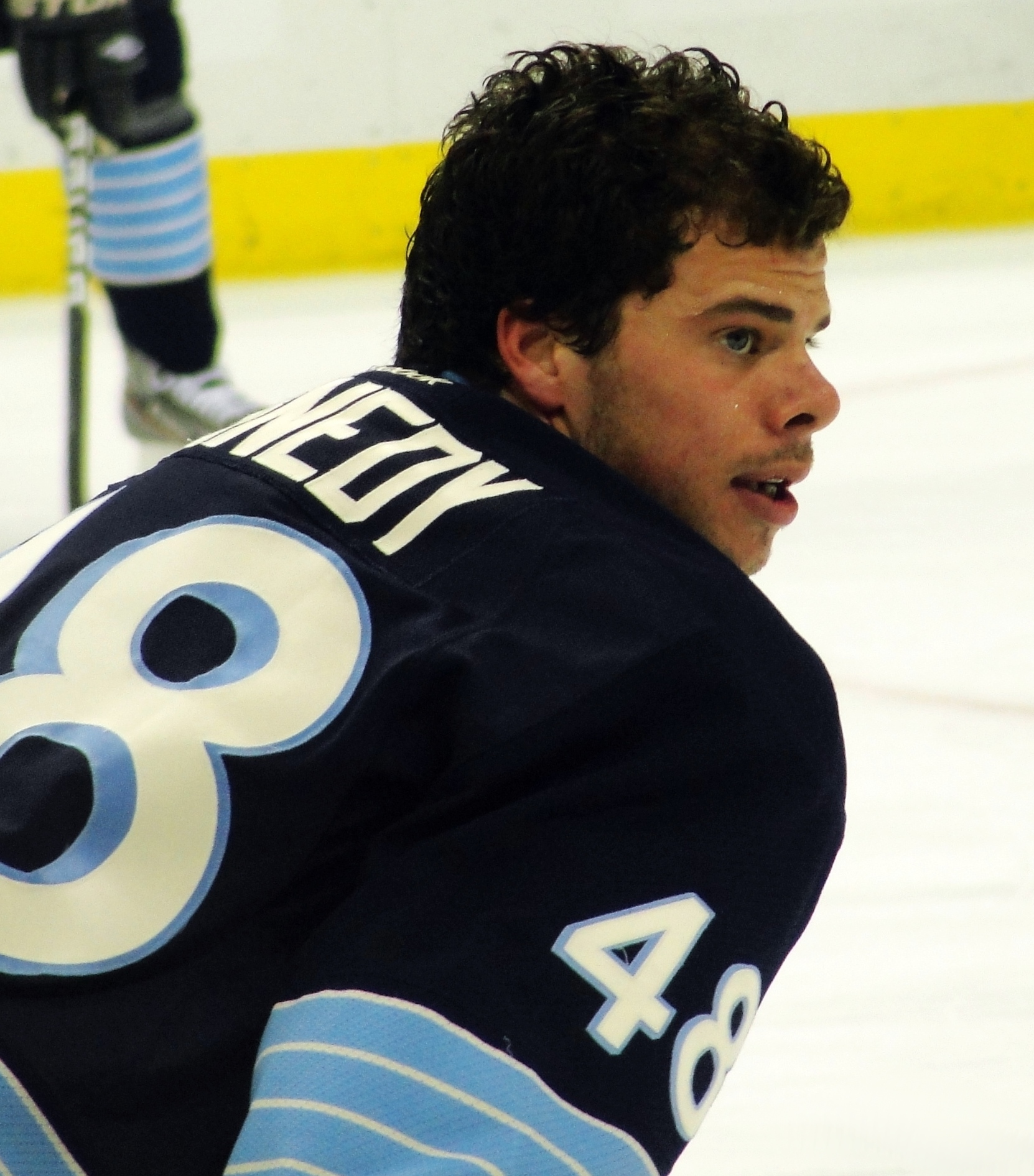
Tyler Kennedy byl draftován z 99. místa v roce 2004.

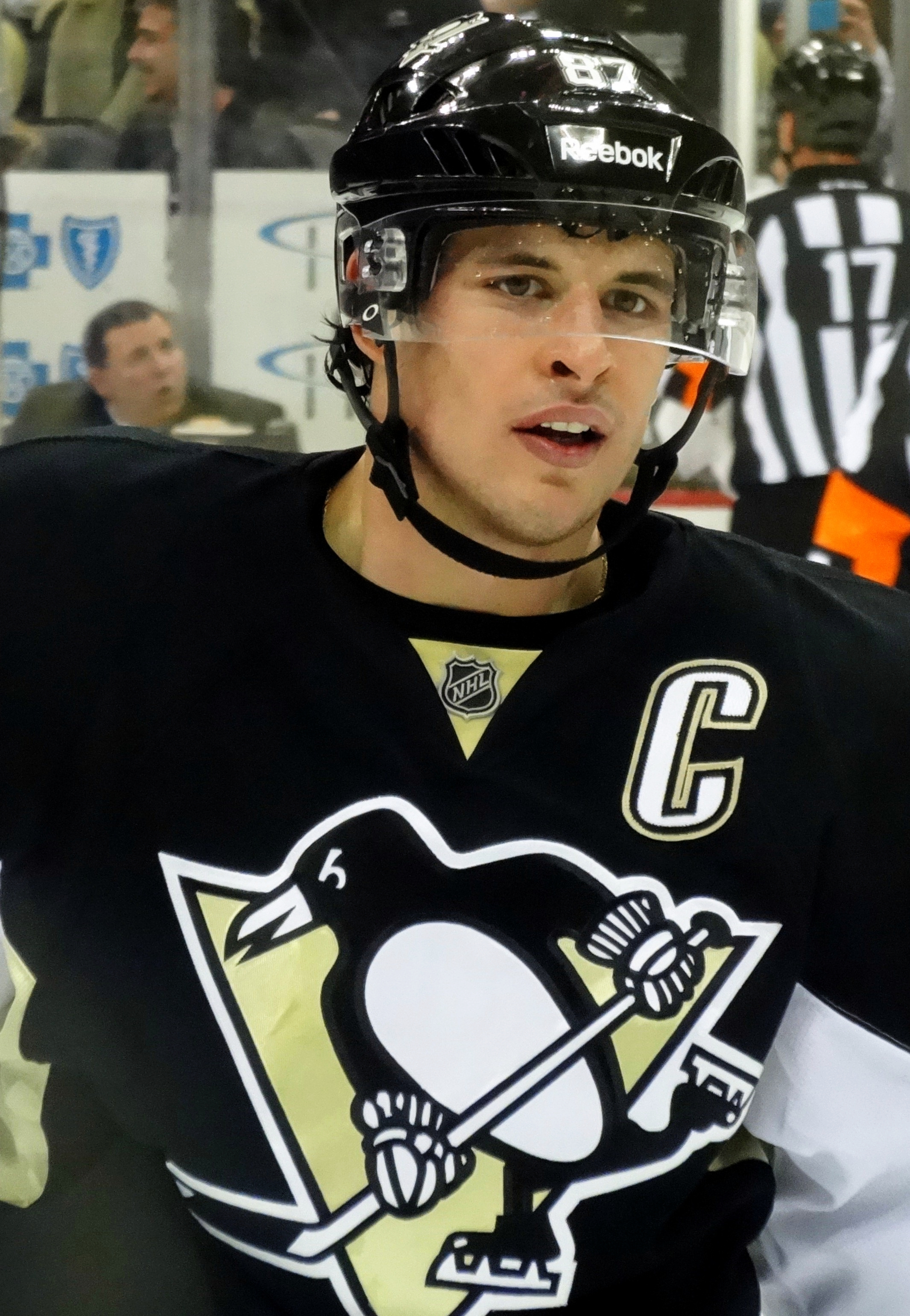
Sidney Crosby byl draftován z 1. místa v roce 2005.

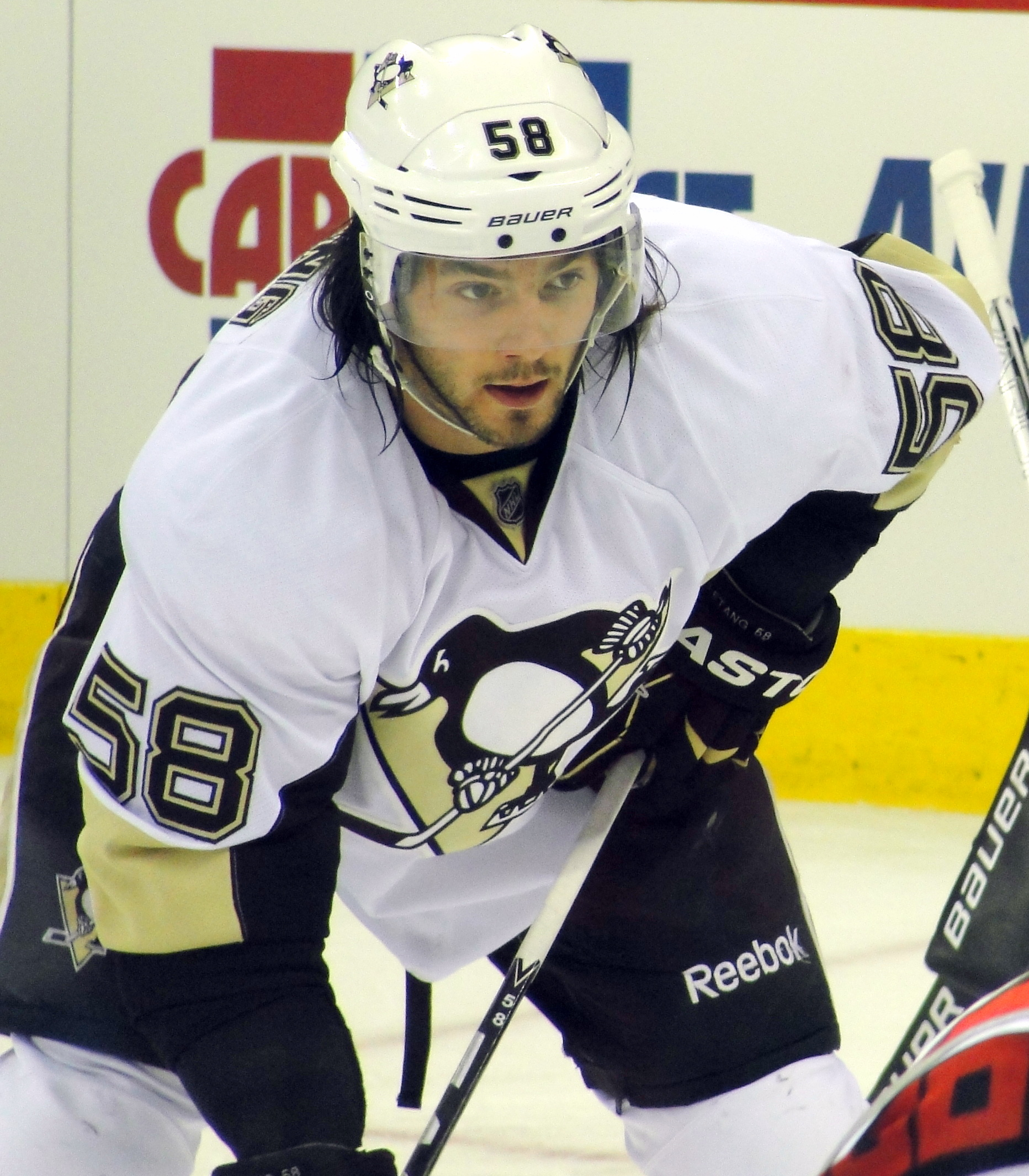
Kristopher Letang byl draftován ze 62. místa v roce 2005.

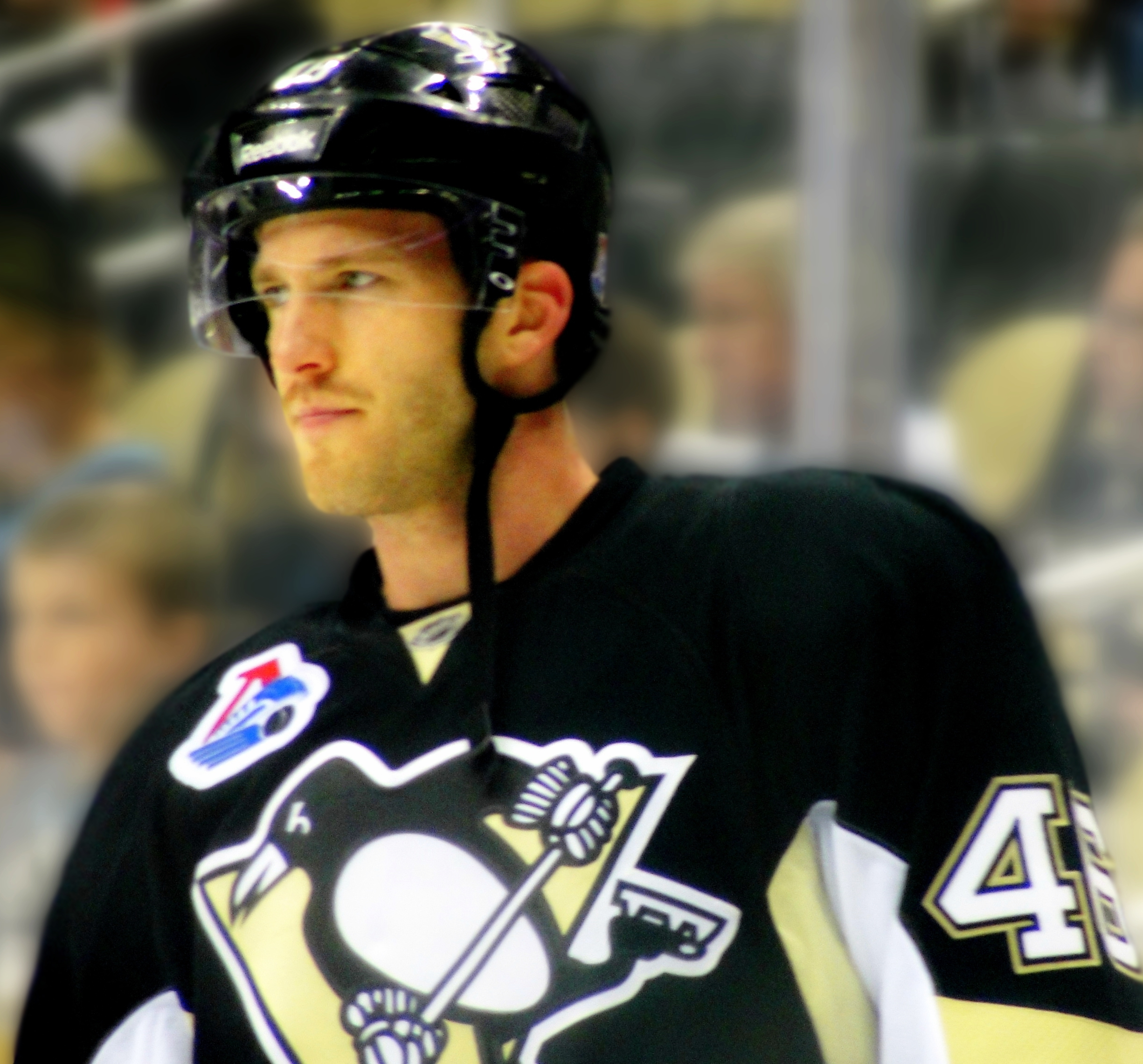
Joe Vitale byl draftován ze 195. místa v roce 2005.

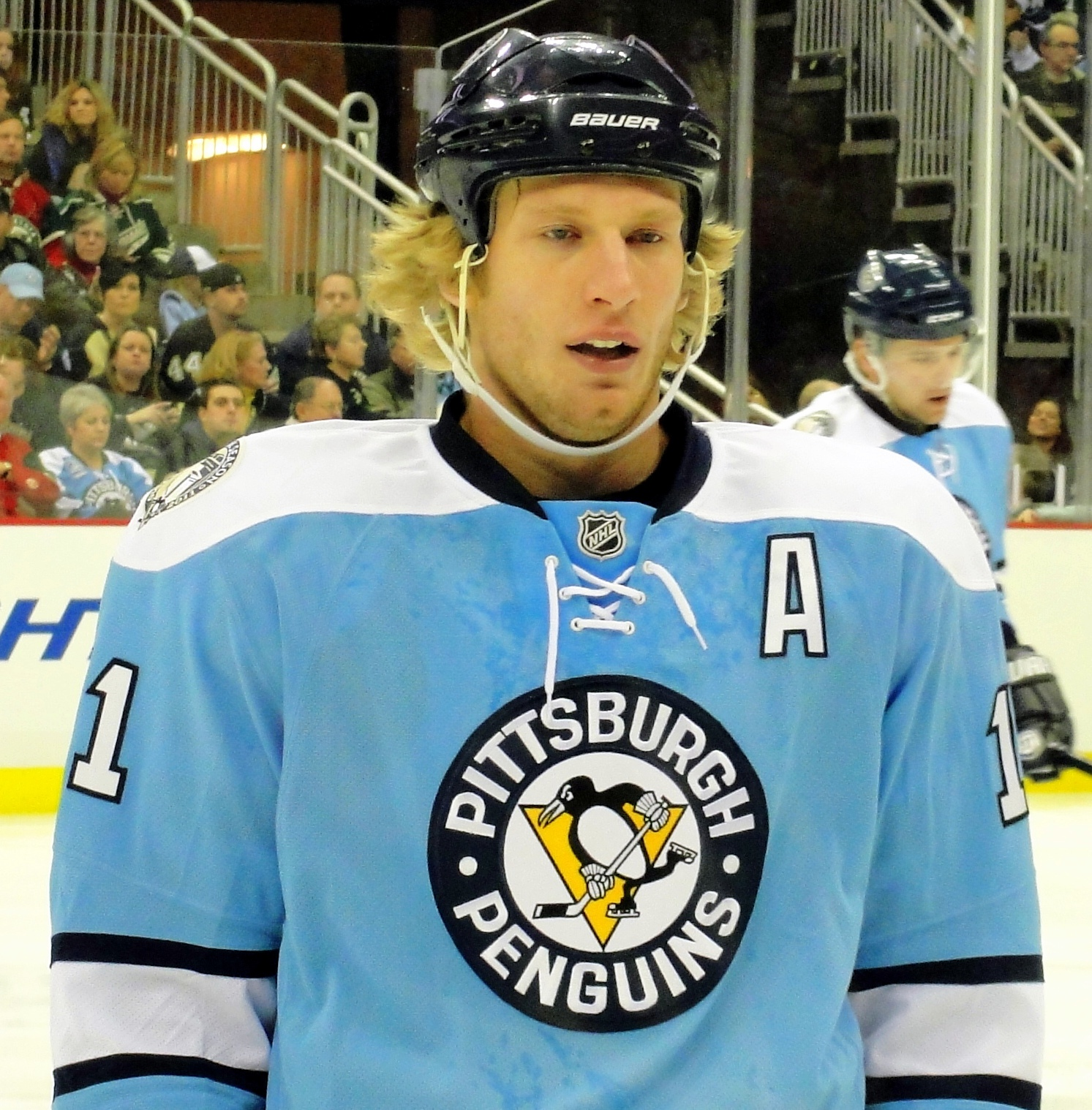
Jordan Staal byl draftován ze 2. místa v roce 2006.

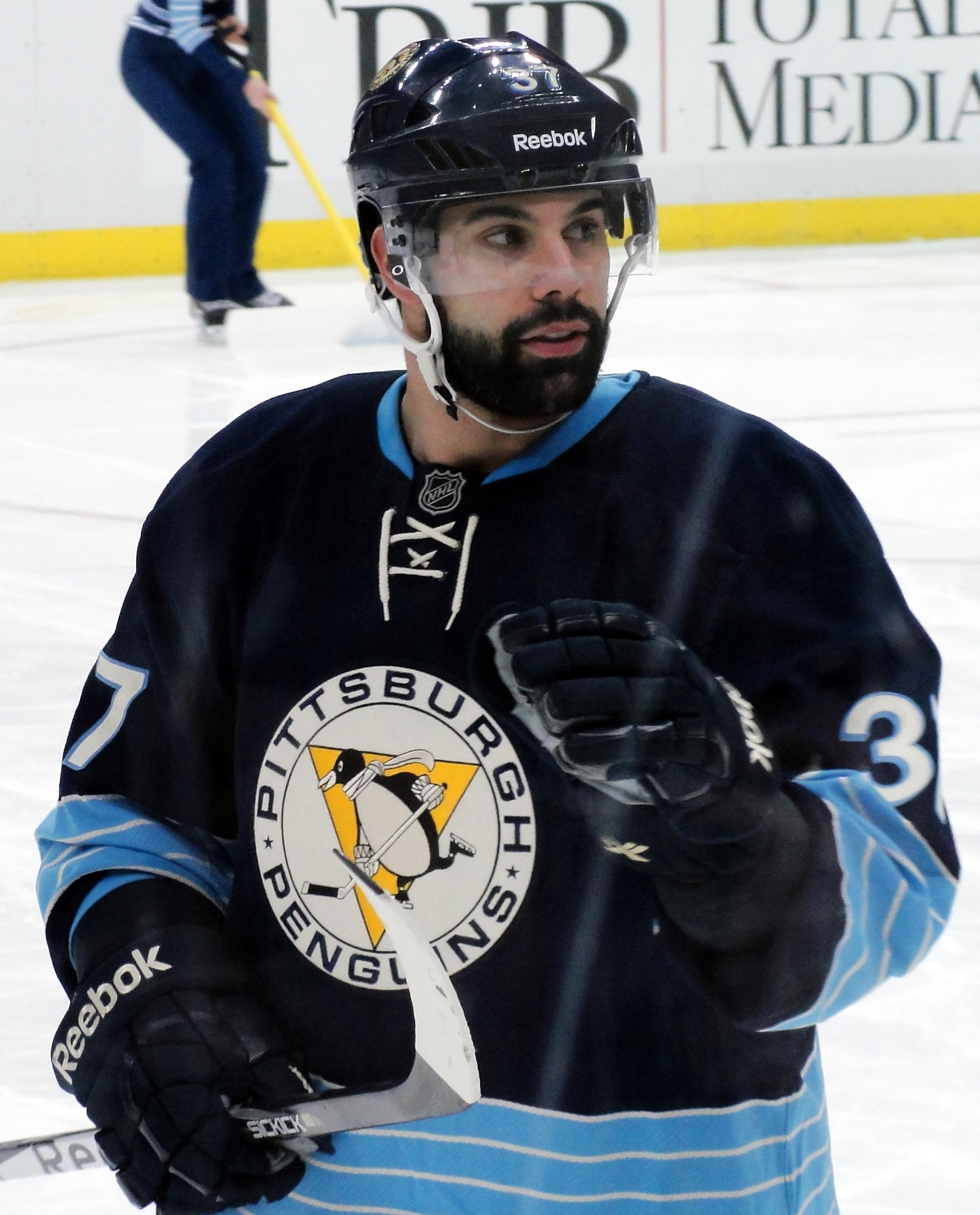
Brian Strait byl draftován ze 65. místa v roce 2006.

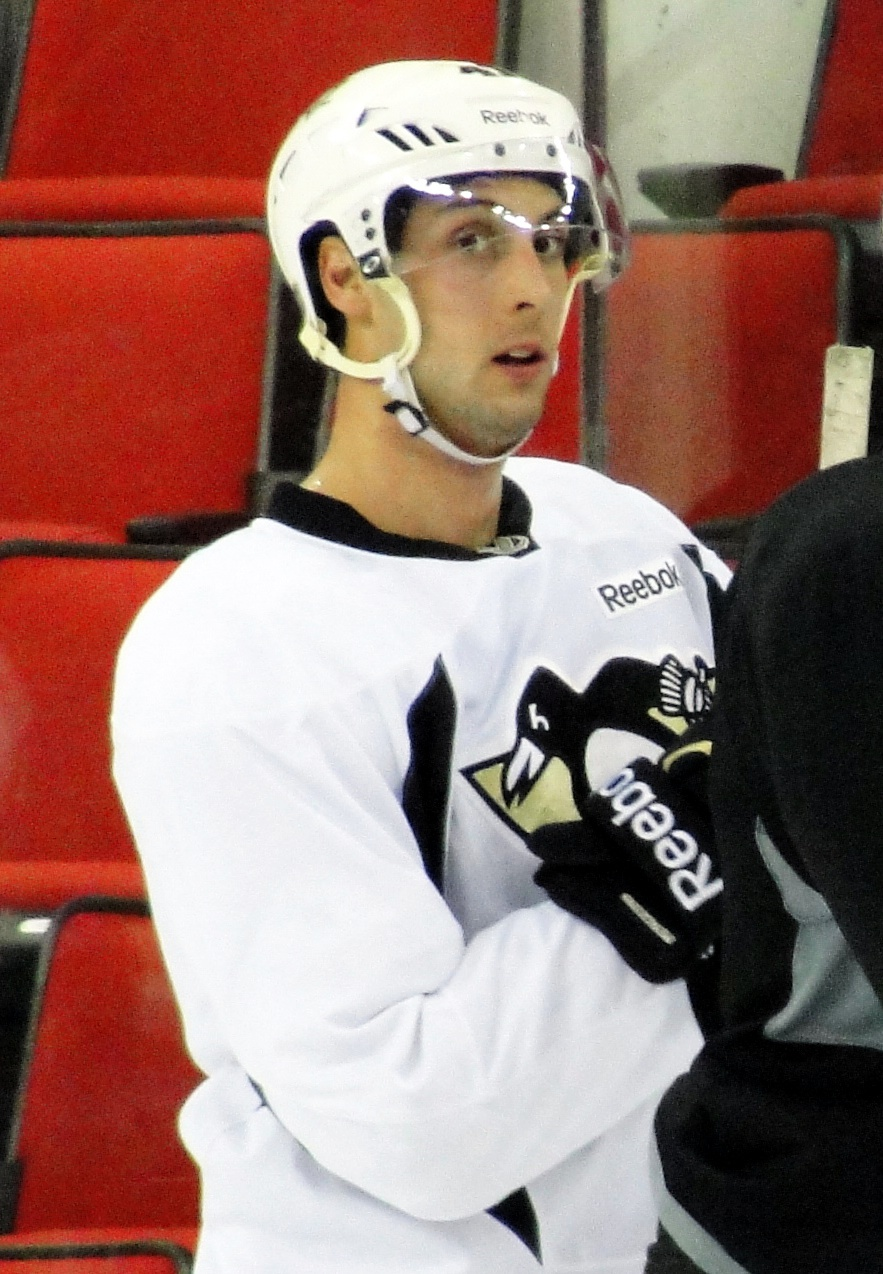
Robert Bortuzzo byl draftován ze 78. místa v roce 2007.

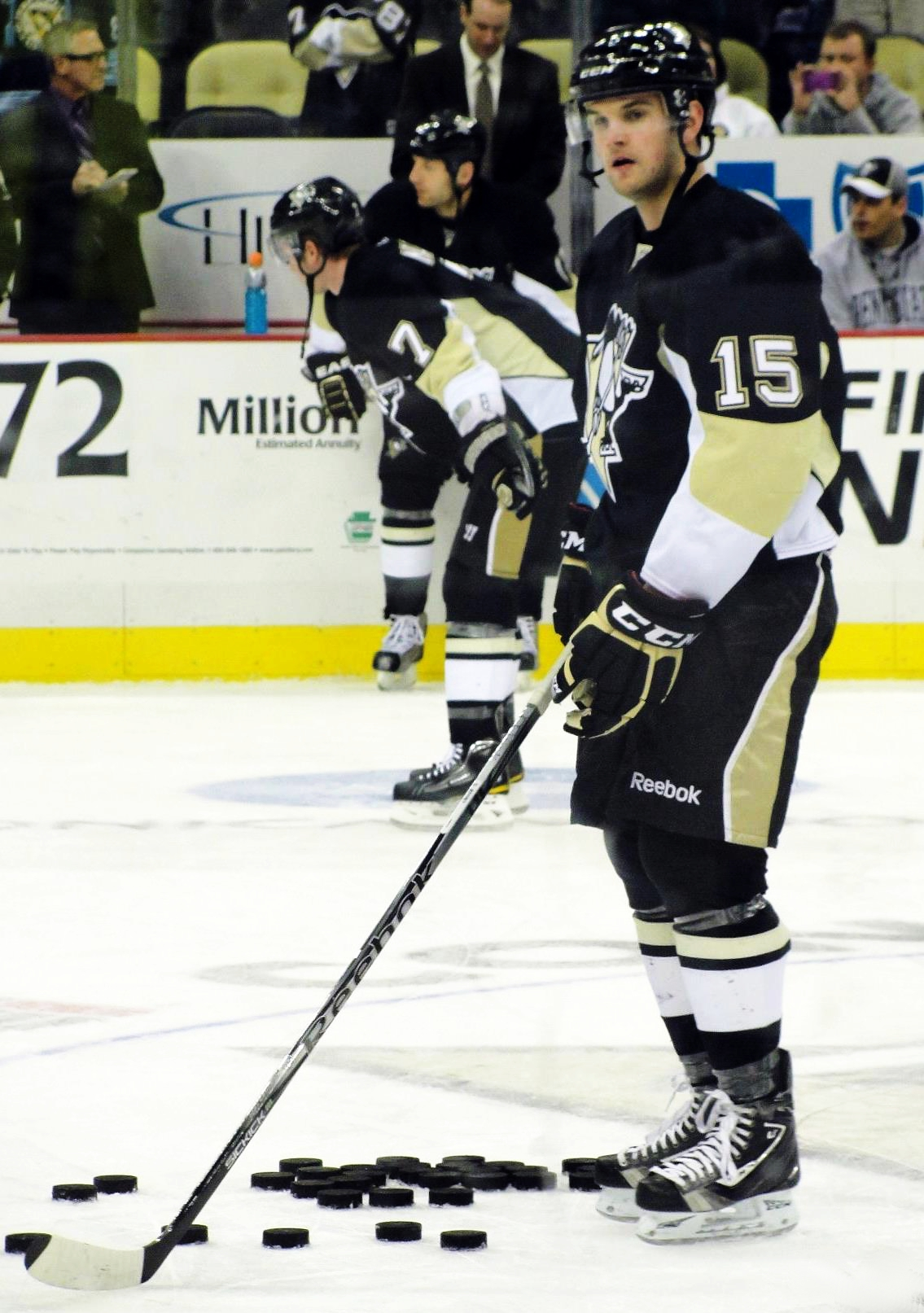
Dustin Jeffrey byl draftován ze 171. místa v roce 2007.

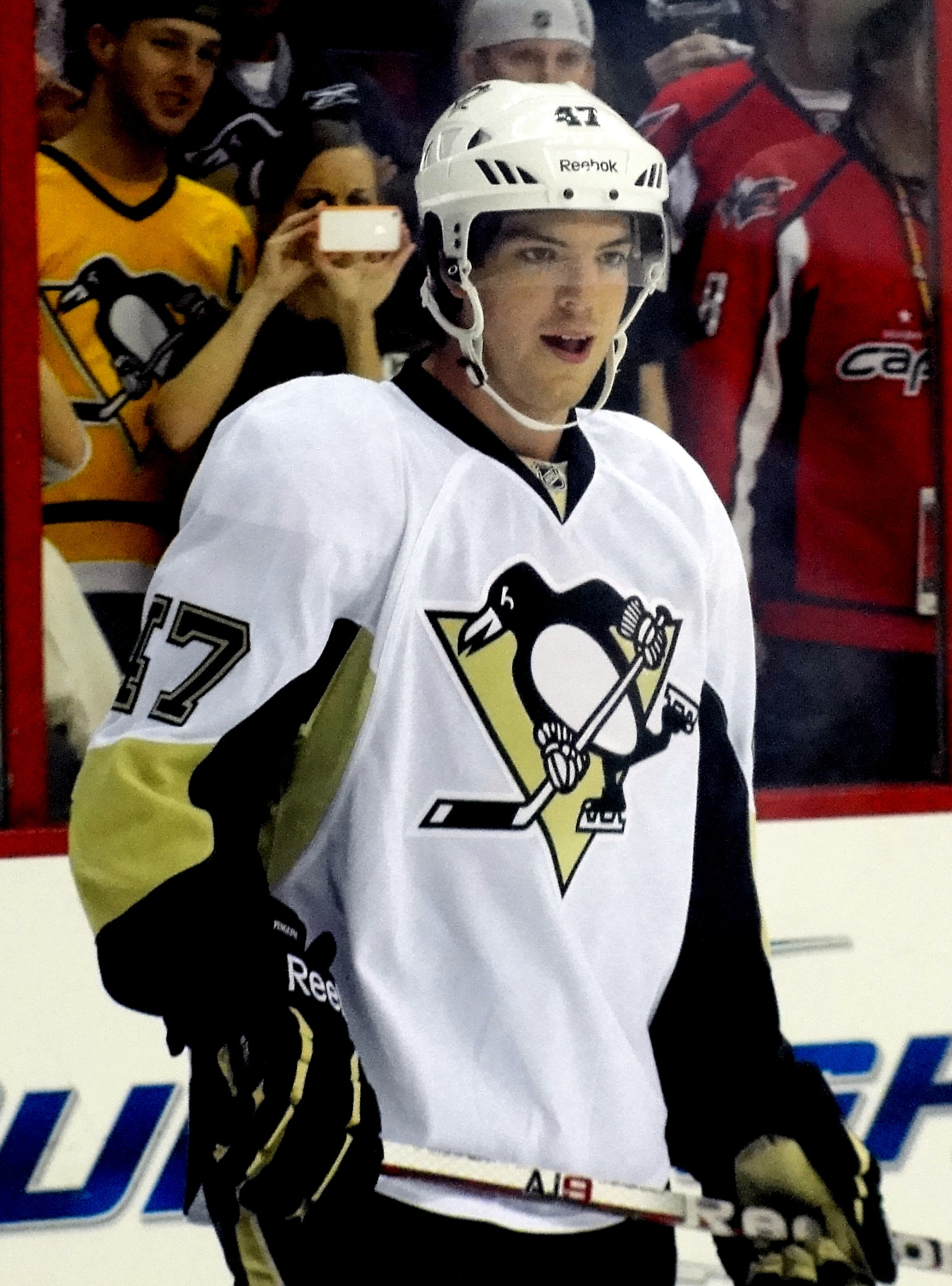
Simon Despres byl draftován ze 30. místa v roce 2009.

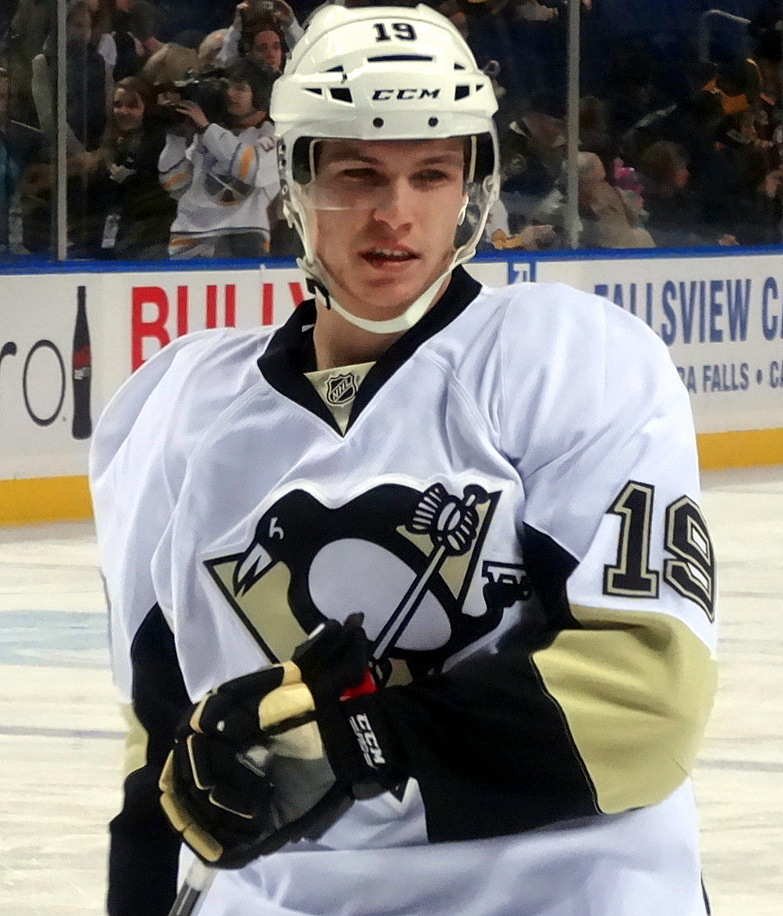
Beau Bennett byl draftován z 20. místa v roce 2010.

|  | Hráči kteří hráli nejméně jeden zápas v NHL |
|  | Hráči kteří si zahráli v NHL All-Star Game  |

| Rok  | Kolo | Místo | Hráč                  | Pozice              |
| ---- | ---- | ----- | --------------------- | ------------------- |
| 1967 | 1    | 2     | Steve Rexe            | Brankář             |
| 1967 | 1    | 11    | Bob Smith             | Centr               |
| 1968 | 1    | 4     | Garry Swain           | Centr               |
| 1968 | 2    | 14    | Ron Snell             | Pravé křídlo        |
| 1968 | 3    | 21    | Dave Simpson          | Obránce             |
| 1969 | 2    | 15    | Rick Kessell          | Centr               |
| 1969 | 3    | 26    | Michel Briere         | Centr               |
| 1969 | 4    | 38    | Yvon Labre            | Obránce             |
| 1969 | 5    | 50    | Ed Patenaude          | Pravé křídlo        |
| 1969 | 6    | 62    | Paul Hoganson         | Brankář             |
| 1970 | 1    | 7     | Greg Polis            | Levé křídlo         |
| 1970 | 2    | 21    | John Stewart          | Levé křídlo         |
| 1970 | 3    | 35    | Larry Bignell         | Obránce             |
| 1970 | 4    | 49    | Connie Forey          | Levé křídlo         |
| 1970 | 5    | 63    | Steve Cardwell        | Levé křídlo         |
| 1970 | 6    | 77    | Bob Fitchner          | Centr               |
| 1970 | 7    | 90    | Jim Pearson           | Obránce             |
| 1970 | 8    | 102   | Cam Newton            | Brankář             |
| 1970 | 9    | 110   | Ron Lemieux           | Obránce             |
| 1971 | 2    | 18    | Brian McKenzie        | Centr               |
| 1971 | 3    | 32    | Joe Noris             | Centr               |
| 1971 | 4    | 46    | Gerry Methe           | Obránce             |
| 1971 | 5    | 60    | Dave Murphy           | Brankář             |
| 1971 | 6    | 74    | Ian Williams          | ?                   |
| 1971 | 7    | 88    | Doug Elliott          | Obránce             |
| 1972 | 2    | 24    | Jack Lynch            | Obránce             |
| 1972 | 2    | 30    | Bernie Lukowich       | Útočník             |
| 1972 | 3    | 40    | Denis Herron          | Brankář             |
| 1972 | 4    | 56    | Ron Lalonde           | Útočník             |
| 1972 | 5    | 72    | Brian Walker          | Centr               |
| 1972 | 6    | 88    | Jeff Ablett           | Levé křídlo         |
| 1972 | 7    | 104   | D'Arcy Keating        | Pravé křídlo        |
| 1972 | 8    | 120   | Yves Bergeron         | Pravé křídlo        |
| 1972 | 9    | 136   | Jay Babcock           | Levé křídlo         |
| 1972 | 10   | 149   | Don Atchison          | Brankář             |
| 1973 | 1    | 7     | Blaine Stoughton      | Levé křídlo         |
| 1973 | 2    | 23    | Wayne Bianchin        | Levé křídlo         |
| 1973 | 2    | 27    | Colin Campbell        | Obránce             |
| 1973 | 4    | 55    | Dennis Owchar         | Obránce             |
| 1973 | 5    | 71    | Guido Tenesi          | Obránce             |
| 1973 | 6    | 87    | Don Seiling           | Útočník             |
| 1973 | 7    | 103   | Terry Ewasiuk         | Levé křídlo         |
| 1973 | 8    | 119   | Fred Comrie           | Centr               |
| 1973 | 9    | 134   | Gord Lane             | Obránce             |
| 1973 | 10   | 150   | Randy Aimoe           | Obránce             |
| 1973 | 11   | 164   | Don McLeod            | Centr               |
| 1974 | 1    | 8     | Pierre Larouche       | Centr               |
| 1974 | 2    | 27    | Jacques Cossette      | Pravé křídlo        |
| 1974 | 4    | 62    | Mario Faubert         | Obránce             |
| 1974 | 5    | 80    | Bruce Aberhart        | Brankář             |
| 1974 | 6    | 98    | William Schneider     | Levé křídlo         |
| 1974 | 7    | 116   | Rob Laird             | Levé křídlo         |
| 1974 | 8    | 133   | Larry Finck           | ?                   |
| 1974 | 9    | 150   | Jim Chicoyne          | ?                   |
| 1974 | 10   | 166   | Rick Uhrich           | ?                   |
| 1974 | 11   | 181   | Serge Gamelin         | ?                   |
| 1974 | 12   | 195   | Rich Perron           | Obránce             |
| 1974 | 13   | 206   | Rick Hindmarch        | Útočník             |
| 1974 | 14   | 216   | Bill Davis            | ?                   |
| 1974 | 15   | 223   | James Mathers         | ?                   |
| 1975 | 1    | 13    | Gordie Laxton         | Brankář             |
| 1975 | 2    | 31    | Russ Anderson         | Obránce             |
| 1975 | 3    | 49    | Paul Baxter           | Obránce             |
| 1975 | 4    | 67    | Stu Younger           | ?                   |
| 1975 | 5    | 85    | Kim Clackson          | Obránce             |
| 1975 | 6    | 103   | Peter Morris          | Levé křídlo         |
| 1975 | 7    | 121   | Mike Will             | Centr               |
| 1975 | 8    | 139   | Tapio Levo            | Obránce             |
| 1975 | 9    | 155   | Byron Shutt           | ?                   |
| 1975 | 10   | 170   | Frank Salive          | Brankář             |
| 1975 | 11   | 185   | John Glynne           | Obránce             |
| 1975 | 12   | 196   | Lex Hudson            | Obránce             |
| 1975 | 13   | 202   | Dan Tsubouchi         | ?                   |
| 1975 | 14   | 206   | Bronisla Stankovsky   | ?                   |
| 1975 | 16   | 217   | Kelly Secord          | Útočník             |
| 1976 | 1    | 2     | Blair Chapman         | Pravé křídlo        |
| 1976 | 2    | 19    | Greg Malone           | Centr               |
| 1976 | 2    | 29    | Peter Marsh           | Levé křídlo         |
| 1976 | 3    | 47    | Morris Lukowich       | Levé křídlo         |
| 1976 | 4    | 65    | Greg Redquest         | Brankář             |
| 1976 | 5    | 83    | Brendan Lowe          | ?                   |
| 1976 | 6    | 101   | Vic Sirko             | Obránce             |
| 1977 | 2    | 30    | Jim Hamilton          | Levé křídlo         |
| 1977 | 3    | 48    | Kim Davis             | Centr               |
| 1977 | 4    | 66    | Mark Johnson          | Útočník             |
| 1977 | 6    | 102   | Greg Millen           | Brankář             |
| 1978 | 2    | 25    | Mike Meeker           | Centr               |
| 1978 | 4    | 61    | Shane Pearsall        | Levé křídlo         |
| 1978 | 5    | 75    | Rob Garner            | Centr               |
| 1979 | 2    | 31    | Paul Marshall         | ?                   |
| 1979 | 3    | 52    | Bennett Wolf          | Obránce             |
| 1979 | 4    | 73    | Brian Cross           | Obránce             |
| 1979 | 5    | 94    | Nick Ricci            | Bránkář             |
| 1979 | 6    | 115   | Marc Chorney          | Obránce             |
| 1980 | 1    | 9     | Mike Bullard          | Centr               |
| 1980 | 3    | 51    | Randy Boyd            | Obránce             |
| 1980 | 4    | 72    | Tony Feltrin          | Obránce             |
| 1980 | 5    | 93    | Doug Shedden          | Centr               |
| 1980 | 6    | 114   | Pat Graham            | Levé křídlo         |
| 1980 | 8    | 156   | Rob Geale             | Centr               |
| 1980 | 9    | 177   | Brian Lundberg        | Obránce             |
| 1980 | 10   | 198   | Steve McKenzie        | ?                   |
| 1981 | 2    | 28    | Steve Gatzos          | Útočník             |
| 1981 | 3    | 49    | Tom Thornbury         | Obránce             |
| 1981 | 4    | 70    | Norm Schmidt          | Obránce             |
| 1981 | 6    | 109   | Paul Edwards          | Obránce             |
| 1981 | 6    | 112   | Rod Buskas            | Obránce             |
| 1981 | 7    | 133   | Geoff Wilson          | Pravé křídlo        |
| 1981 | 8    | 154   | Mitch Lamoureux       | Centr               |
| 1981 | 9    | 175   | Dean De Fazio         | Útočník             |
| 1981 | 10   | 196   | Dave Hannan           | Levé křídlo         |
| 1982 | 1    | 10    | Rich Sutter           | Pravé křídlo        |
| 1982 | 2    | 38    | Tim Hrynewich         | Levé křídlo         |
| 1982 | 3    | 52    | Troy Loney            | Levé křídlo         |
| 1982 | 5    | 94    | Grant Sasser          | Centr               |
| 1982 | 7    | 136   | Grant Couture         | Obránce             |
| 1982 | 8    | 157   | Peter Derksen         | Levé křídlo         |
| 1982 | 9    | 178   | Greg Gravel           | Centr               |
| 1982 | 10   | 199   | Stu Wenaas            | Obránce             |
| 1982 | 11   | 220   | Chris McCauley        | Obránce             |
| 1982 | 12   | 241   | Stan Bautch           | ?                   |
| 1983 | 1    | 15    | Bob Errey             | Levé křídlo         |
| 1983 | 2    | 22    | Todd Charlesworth     | Obránce             |
| 1983 | 3    | 58    | Mike Rowe             | Obránce             |
| 1983 | 4    | 63    | Frank Pietrangelo     | Brankář             |
| 1983 | 6    | 103   | Patrick Emond         | Centr               |
| 1983 | 7    | 123   | Paul Ames             | Obránce             |
| 1983 | 9    | 163   | Marty Ketola          | ?                   |
| 1983 | 10   | 183   | Alex Haidy            | Pravé křídlo        |
| 1983 | 11   | 203   | Garth Hildebrand      | Levé křídlo         |
| 1983 | 12   | 223   | Dave Goertz           | Obránce             |
| 1984 | 1    | 1     | Mario Lemieux         | Centr               |
| 1984 | 1    | 9     | Doug Bodger           | Obránce             |
| 1984 | 1    | 16    | Roger Belanger        | Centr               |
| 1984 | 4    | 64    | Mark Teevens          | Pravé křídlo        |
| 1984 | 5    | 85    | Arto Javanainen       | Útočník             |
| 1984 | 7    | 127   | Tom Ryan              | Obránce             |
| 1984 | 9    | 169   | John Del Col          | Levé křídlo         |
| 1984 | 10   | 189   | Steve Hurt            | ?                   |
| 1984 | 11   | 210   | Jim Steen             | ?                   |
| 1984 | 12   | 230   | Mark Ziliotto         | Útočník             |
| 1985 | 1    | 2     | Craig Simpson         | Levé křídlo         |
| 1985 | 2    | 23    | Lee Giffin            | Pravé křídlo        |
| 1985 | 3    | 58    | Bruce Racine          | Brankář             |
| 1985 | 5    | 86    | Steve Gotaas          | Centr               |
| 1985 | 6    | 107   | Kevin Clemens         | Levé křídlo         |
| 1985 | 6    | 114   | Stuart-Lee Marston    | Obránce             |
| 1985 | 7    | 128   | Steve Titus           | Brankář             |
| 1985 | 8    | 149   | Paul Stanton          | Obránce             |
| 1985 | 9    | 170   | Jim Paek              | Obránce             |
| 1985 | 10   | 191   | Steve Shaunessy       | Obránce             |
| 1985 | 11   | 212   | Doug Greschuk         | Obránce             |
| 1985 | 12   | 233   | Gregory Choules       | Levé křídlo         |
| 1986 | 1    | 4     | Zarley Zalapski       | Obránce             |
| 1986 | 2    | 25    | Dave Capuano          | Levé křídlo         |
| 1986 | 3    | 46    | Brad Aitken           | Levé křídlo         |
| 1986 | 4    | 67    | Rob Brown             | Pravé křídlo        |
| 1986 | 5    | 88    | Sandy Smith           | Pravé křídlo        |
| 1986 | 6    | 109   | Jeff Daniels          | Levé křídlo         |
| 1986 | 7    | 130   | Doug Hobson           | Obránce             |
| 1986 | 8    | 151   | Steve Rohlik          | Levé křídlo         |
| 1986 | 9    | 172   | Dave McLlwain         | Centr               |
| 1986 | 10   | 193   | Kelly Cain            | Centr               |
| 1986 | 11   | 214   | Stan Drulia           | Pravé křídlo        |
| 1986 | 12   | 235   | Rob Wilson            | Obránce             |
| 1987 | 1    | 5     | Chris Joseph          | Obránce             |
| 1987 | 2    | 26    | Rick Tabaracci        | Brankář             |
| 1987 | 3    | 47    | Jamie Leach           | Pravé křídlo        |
| 1987 | 4    | 68    | Risto Kurkinen        | Levé křídlo         |
| 1987 | 5    | 89    | Jeff Waver            | Obránce             |
| 1987 | 6    | 110   | Shawn McEachern       | Levé křídlo         |
| 1987 | 7    | 131   | Jim Bodden            | Centr               |
| 1987 | 8    | 152   | Jiří Kučera           | Centr               |
| 1987 | 9    | 173   | John MacDougall       | Útočník             |
| 1987 | 10   | 194   | Daryn McBride         | Pravé křídlo        |
| 1987 | 11   | 215   | Mark Carlson          | Levé křídlo         |
| 1987 | 12   | 236   | Ake Lilljebjorn       | Brankář             |
| 1988 | 1    | 4     | Darrin Shannon        | Levé křídlo         |
| 1988 | 2    | 25    | Mark Major            | Levé křídlo         |
| 1988 | 3    | 62    | Daniel Gauthier       | Centr               |
| 1988 | 4    | 67    | Mark Recchi           | Pravé křídlo        |
| 1988 | 5    | 88    | Greg Andrusak         | Obránce             |
| 1988 | 7    | 130   | Troy Mick             | Obránce             |
| 1988 | 8    | 151   | Jeff Blaeser          | ?                   |
| 1988 | 9    | 172   | Rob Gaudreau          | Pravé křídlo        |
| 1988 | 10   | 193   | Don Pancoe            | Obránce             |
| 1988 | 11   | 214   | Cory Laylin           | Levé křídlo         |
| 1988 | 12   | 235   | Darren Stolk          | Obránce             |
| 1989 | 1    | 16    | Jamie Heward          | Obránce             |
| 1989 | 2    | 37    | Paul Laus             | Obránce             |
| 1989 | 3    | 58    | John Brill            | Levé křídlo         |
| 1989 | 4    | 79    | Todd Nelson           | Obránce             |
| 1989 | 5    | 100   | Tom Nevers            | Levé a pravé křídlo |
| 1989 | 6    | 121   | Mike Markovich        | Obránce             |
| 1989 | 6    | 126   | Mike Needham          | Pravé křídlo        |
| 1989 | 7    | 142   | Pat Schafhauser       | Obránce             |
| 1989 | 8    | 163   | David Shute           | Levé křídlo         |
| 1989 | 9    | 184   | Andrew Wolf           | Obránce             |
| 1989 | 10   | 205   | Greg Hagen            | Útočník             |
| 1989 | 11   | 226   | Scott Farrell         | Obránce             |
| 1989 | 12   | 247   | Jason Smart           | Centr               |
| 1990 | 1    | 5     | Jaromír Jágr          | Pravé křídlo        |
| 1990 | 3    | 61    | Joe Dziedzic          | Levé křídlo         |
| 1990 | 4    | 68    | Chris Tamer           | Obránce             |
| 1990 | 5    | 89    | Brian Farrell         | Levé křídlo         |
| 1990 | 6    | 107   | Ian Moran             | Pravé křídlo        |
| 1990 | 6    | 110   | Denis Casey           | Brankář             |
| 1990 | 7    | 130   | Mika Välilä           | Centr               |
| 1990 | 7    | 131   | Ken Plaquin           | Obránce             |
| 1990 | 7    | 145   | Patrick Neaton        | Obránce             |
| 1990 | 8    | 152   | Petteri Koskimaki     | Centr               |
| 1990 | 9    | 173   | Ladislav Karabin      | Levé křídlo         |
| 1990 | 10   | 194   | Tim Fingerhut         | Levé křídlo         |
| 1990 | 11   | 215   | Michael Thompson      | Útočník             |
| 1990 | 12   | 236   | Brian Bruininks       | Obránce             |
| 1991 | 1    | 16    | Markus Näslund        | Levé křídlo         |
| 1991 | 2    | 38    | Rusty Fitzgerald      | Centr               |
| 1991 | 3    | 60    | Shane Peacock         | Obránce             |
| 1991 | 4    | 82    | Joe Tamminen          | Levé křídlo         |
| 1991 | 5    | 104   | Rob Melanson          | Obránce             |
| 1991 | 6    | 126   | Brian Clifford        | Pravé křídlo        |
| 1991 | 7    | 148   | Ed Patterson          | Pravé křídlo        |
| 1991 | 8    | 170   | Peter McLaughlin      | Obránce             |
| 1991 | 9    | 192   | Jeff Lembke           | Brankář             |
| 1991 | 10   | 214   | Chris Tok             | Obránce             |
| 1991 | 11   | 236   | Paul Dyck             | Obránce             |
| 1991 | 12   | 258   | Pasi Huura            | Obránce             |
| 1992 | 1    | 19    | Martin Straka         | Centr               |
| 1992 | 2    | 43    | Marc Hussey           | Obránce             |
| 1992 | 3    | 67    | Travis Thiessen       | Obránce             |
| 1992 | 4    | 91    | Todd Klassen          | ?                   |
| 1992 | 5    | 115   | Philippe DeRouville   | Brankář             |
| 1992 | 6    | 139   | Artem Kopot           | Obránce             |
| 1992 | 7    | 163   | Jan Alinč             | Útočník             |
| 1992 | 8    | 187   | Fran Bussey           | Levé křídlo         |
| 1992 | 9    | 211   | Brian Bonin           | Centr               |
| 1992 | 10   | 235   | Brian Callahan        | Levé křídlo         |
| 1993 | 1    | 26    | Stefan Bergkvist      | Obránce             |
| 1993 | 2    | 52    | Domenic Pittis        | Centr               |
| 1993 | 3    | 62    | David Roche           | Levé křídlo         |
| 1993 | 4    | 104   | Jonas Junkka          | Obránce             |
| 1993 | 5    | 130   | Chris Kelleher        | Obránce             |
| 1993 | 6    | 156   | Patrick Lalime        | Brankář             |
| 1993 | 7    | 182   | Sean Selmser          | Levé křídlo         |
| 1993 | 8    | 208   | Larry McMorran        | ?                   |
| 1993 | 9    | 234   | Tim Harberts          | Centr               |
| 1993 | 10   | 260   | Leonid Toropčenko     | Centr               |
| 1993 | 11   | 286   | Hans Jonsson          | Obránce             |
| 1994 | 1    | 24    | Chris Wells           | Centr               |
| 1994 | 2    | 50    | Richard Park          | Centr               |
| 1994 | 3    | 57    | Sven Butenschon       | Obránce             |
| 1994 | 3    | 73    | Greg Crozier          | Levé křídlo         |
| 1994 | 3    | 76    | Alexej Krivčenkov     | Obránce             |
| 1994 | 4    | 102   | Tom O'Connor          | Obránce             |
| 1994 | 5    | 128   | Clint Johnson         | Levé a pravé křídlo |
| 1994 | 6    | 154   | Valentin Morozov      | Útočník             |
| 1994 | 7    | 161   | Serge Aubin           | Centr               |
| 1994 | 7    | 180   | Drew Palmer           | Obránce             |
| 1994 | 8    | 206   | Boris Zelenko         | Centr               |
| 1994 | 9    | 232   | Jason Godbout         | Obránce             |
| 1994 | 10   | 258   | Michajl Kazakevič     | Centr               |
| 1994 | 11   | 284   | Brian Leitza          | Brankář             |
| 1995 | 1    | 24    | Alexei Morozov        | Pravé křídlo        |
| 1995 | 3    | 76    | Jean-Sébastien Aubin  | Brankář             |
| 1995 | 4    | 102   | Oleg Bělov            | Pravé křídlo        |
| 1995 | 5    | 128   | Jan Hrdina            | Centr               |
| 1995 | 6    | 154   | Alexej Kolkunov       | Centr               |
| 1995 | 7    | 180   | Derrick Pyke          | Pravé křídlo        |
| 1995 | 8    | 206   | Sergej Voronov        | Obránce             |
| 1995 | 9    | 232   | Frank Ivankovic       | Brankář             |
| 1996 | 1    | 23    | Craig Hillier         | Brankář             |
| 1996 | 2    | 28    | Pavel Skrbek          | Obránce             |
| 1996 | 3    | 72    | Boyd Kane             | Levé křídlo         |
| 1996 | 3    | 77    | Boris Procenko        | Pravé křídlo        |
| 1996 | 4    | 105   | Michal Rozsíval       | Obránce             |
| 1996 | 6    | 150   | Peter Bergman         | Centr               |
| 1996 | 7    | 186   | Éric Meloche          | Pravé křídlo        |
| 1996 | 9    | 238   | Timo Seikkula         | Centr               |
| 1997 | 1    | 17    | Róbert Döme           | Pravé křídlo        |
| 1997 | 2    | 44    | Brian Gaffaney        | Centr               |
| 1997 | 3    | 71    | Josef Melichar        | Obránce             |
| 1997 | 4    | 97    | Alexander Mathieu     | Centr               |
| 1997 | 5    | 124   | Harlan Pratt          | Obránce             |
| 1997 | 6    | 152   | Petr Havelka          | Levé křídlo         |
| 1997 | 7    | 179   | Mark Moore            | Obránce             |
| 1997 | 8    | 208   | Andrew Ference        | Obránce             |
| 1997 | 9    | 234   | Eric Lind             | Obránce             |
| 1998 | 1    | 23    | Milan Kraft           | Centr               |
| 1998 | 2    | 54    | Alexandr Zevachin     | Levé křídlo         |
| 1998 | 3    | 80    | David Cameron         | Centr               |
| 1998 | 4    | 110   | Scott Myers           | Brankář             |
| 1998 | 5    | 134   | Rob Scuderi           | Obránce             |
| 1998 | 6    | 169   | Jan Fadrny            | Centr               |
| 1998 | 7    | 196   | Joel Scherban         | Centr               |
| 1998 | 8    | 224   | Mika Lehto            | Brankář             |
| 1998 | 9    | 244   | Toby Petersen         | Centr               |
| 1998 | 9    | 254   | Matt Hussey           | Centr               |
| 1999 | 1    | 18    | Konstantin Kolcov     | Pravé křídlo        |
| 1999 | 2    | 51    | Matt Murley           | Levé křídlo         |
| 1999 | 2    | 57    | Jeremy Van Hoof       | Obránce             |
| 1999 | 3    | 86    | Sébastien Caron       | Brankář             |
| 1999 | 4    | 115   | Ryan Malone           | Levé křídlo         |
| 1999 | 5    | 144   | Tomas Skvaridlo       | Levé křídlo         |
| 1999 | 5    | 157   | Vladimir Malenkych    | Obránce             |
| 1999 | 6    | 176   | Doug Meyer            | Levé a pravé křídlo |
| 1999 | 7    | 204   | Tom Kostopoulos       | Pravé křídlo        |
| 1999 | 8    | 233   | Darcy Robinson        | Obránce             |
| 1999 | 9    | 261   | Andrew McPherson      | Útočník             |
| 2000 | 1    | 18    | Brooks Orpik          | Obránce             |
| 2000 | 2    | 52    | Shane Endicott        | Centr               |
| 2000 | 3    | 84    | Peter Hamerlík        | Brankář             |
| 2000 | 4    | 124   | Michel Ouellet        | Pravé křídlo        |
| 2000 | 5    | 146   | David Kočí            | Obránce             |
| 2000 | 6    | 185   | Patrick Foley         | Útočník             |
| 2000 | 7    | 216   | Jim Abbott            | Útočník             |
| 2000 | 8    | 248   | Steven Crampton       | Pravé křídlo        |
| 2000 | 9    | 273   | Roman Šimíček         | Centr               |
| 2000 | 9    | 280   | Nick Boucher          | Brankář             |
| 2001 | 1    | 21    | Colby Armstrong       | Pravé křídlo        |
| 2001 | 2    | 54    | Noah Welch            | Obránce             |
| 2001 | 3    | 86    | Drew Fata             | Obránce             |
| 2001 | 3    | 96    | Alexandre Rouleau     | Obránce             |
| 2001 | 4    | 120   | Tomáš Surový          | Levé křídlo         |
| 2001 | 4    | 131   | Ben Eaves             | Centr               |
| 2001 | 5    | 156   | Andy Schneider        | Obránce             |
| 2001 | 7    | 217   | Tomáš Duba            | Brankář             |
| 2001 | 8    | 250   | Brandon Crawford-West | Brankář             |
| 2002 | 1    | 5     | Ryan Whitney          | Obránce             |
| 2002 | 2    | 35    | Ondřej Němec          | Obránce             |
| 2002 | 3    | 69    | Erik Christensen      | Centr               |
| 2002 | 4    | 101   | Daniel Fernholm       | Pravé křídlo        |
| 2002 | 5    | 136   | Andy Sertich          | Obránce             |
| 2002 | 5    | 137   | Cam Paddock           | Centr               |
| 2002 | 6    | 171   | Bobby Goepfert        | Brankář             |
| 2002 | 7    | 202   | Patrik Bartschi       | Pravé křídlo        |
| 2002 | 8    | 234   | Maxime Talbot         | Centr               |
| 2002 | 8    | 239   | Ryan Lannon           | Obránce             |
| 2002 | 9    | 265   | Dwight LaBrosse       | Brankář             |
| 2003 | 1    | 1     | Marc-André Fleury     | Brankář             |
| 2003 | 2    | 32    | Ryan Stone            | Centr               |
| 2003 | 3    | 70    | Jonathan Filewich     | Pravé křídlo        |
| 2003 | 3    | 73    | Daniel Carcillo       | Levé křídlo         |
| 2003 | 4    | 121   | Paul Bissonnette      | Obránce             |
| 2003 | 5    | 161   | Jevgenij Isakov       | Levé křídlo         |
| 2003 | 6    | 169   | Lukáš Bolf            | Levé křídlo         |
| 2003 | 7    | 199   | Andy Chiodo           | Brankář             |
| 2003 | 7    | 229   | Stephen Dixon         | Centr               |
| 2003 | 8    | 232   | Joe Jensen            | Levé křídlo         |
| 2003 | 9    | 263   | Matt Moulson          | Levé křídlo         |
| 2004 | 1    | 2     | Jevgenij Malkin       | Centr               |
| 2004 | 2    | 31    | Johannes Salmonsson   | Levé a pravé křídlo |
| 2004 | 2    | 61    | Alex Goligoski        | Obránce             |
| 2004 | 3    | 67    | Nick Johnson          | Pravé křídlo        |
| 2004 | 3    | 85    | Brian Gifford         | Centr               |
| 2004 | 4    | 99    | Tyler Kennedy         | Centr               |
| 2004 | 5    | 130   | Michal Sersen         | Obránce             |
| 2004 | 6    | 164   | Moises Gutierrez      | Pravé křídlo        |
| 2004 | 7    | 194   | Chris Peluso          | Obránce             |
| 2004 | 7    | 222   | Jordan Morrison       | Centr               |
| 2004 | 8    | 228   | David Brown           | Brankář             |
| 2004 | 9    | 259   | Brian Ihnacak         | Centr               |
| 2005 | 1    | 1     | Sidney Crosby         | Centr               |
| 2005 | 2    | 61    | Michael Gergen        | Obránce             |
| 2005 | 3    | 62    | Kristopher Letang     | Obránce             |
| 2005 | 4    | 125   | Tommi Leinonen        | Obránce             |
| 2005 | 5    | 126   | Tim Crowder           | Pravé křídlo        |
| 2005 | 6    | 194   | Jean-Philipp Paquet   | Obránce             |
| 2005 | 7    | 195   | Joe Vitale            | Centr               |
| 2006 | 1    | 2     | Jordan Staal          | Centr               |
| 2006 | 2    | 32    | Carl Sneep            | Obránce             |
| 2006 | 3    | 65    | Brian Strait          | Obránce             |
| 2006 | 5    | 125   | Chad Johnson          | Brankář             |
| 2006 | 7    | 185   | Timo Seppanen         | Obránce             |
| 2007 | 1    | 20    | Angelo Esposito       | Centr               |
| 2007 | 2    | 51    | Keven Veilleux        | Centr               |
| 2007 | 3    | 78    | Robert Bortuzzo       | Obránce             |
| 2007 | 3    | 80    | Casey Pierro-Zabotel  | Centr               |
| 2007 | 4    | 111   | Luca Caputi           | Levé křídlo         |
| 2007 | 4    | 118   | Alex Grant            | Obránce             |
| 2007 | 5    | 141   | Jake Muzzin           | Obránce             |
| 2007 | 6    | 171   | Dustin Jeffrey        | Centr               |
| 2008 | 4    | 120   | Nathan Moon           | Centr               |
| 2008 | 5    | 150   | Alexandr Pečurskij    | Brankář             |
| 2008 | 6    | 180   | Patrick Killeen       | Brankář             |
| 2008 | 7    | 210   | Nick D'Agostino       | Obránce             |
| 2009 | 1    | 30    | Simon Després         | Obránce             |
| 2009 | 2    | 61    | Philip Samuelsson     | Obránce             |
| 2009 | 3    | 63    | Ben Hanowski          | Pravé křídlo        |
| 2009 | 4    | 121   | Nick Petersen         | Pravé křídlo        |
| 2009 | 5    | 123   | Alex Velischek        | Obránce             |
| 2009 | 5    | 151   | Andy Bathgate         | Centr               |
| 2009 | 6    | 181   | Viktor Ekbom          | Obránce             |
| 2010 | 1    | 20    | Beau Bennett          | Pravé křídlo        |
| 2010 | 3    | 80    | Bryan Rust            | Pravé křídlo        |
| 2010 | 4    | 110   | Tom Kühnhackl         | Pravé křídlo        |
| 2010 | 5    | 140   | Kenny Agostino        | Levé křídlo         |
| 2010 | 6    | 152   | Joe Rogalski          | Obránce             |
| 2010 | 6    | 170   | Reid McNeill          | Obránce             |
| 2011 | 1    | 23    | Joe Morrow            | Obránce             |
| 2011 | 2    | 54    | Scott Harrington      | Obránce             |
| 2011 | 5    | 144   | Dominik Uher          | Centr               |
| 2011 | 6    | 174   | Josh Archibald        | Levé a pravé křídlo |
| 2011 | 7    | 209   | Scott Wilson          | Centr               |
| 2012 | 1    | 8     | Derrick Pouliot       | Obránce             |
| 2012 | 1    | 22    | Olli Määttä           | Obránce             |
| 2012 | 2    | 52    | Theodor Blueger       | Centr               |
| 2012 | 3    | 81    | Oskar Sundqvist       | Centr               |
| 2012 | 3    | 83    | Matt Murray           | Brankář             |
| 2012 | 4    | 92    | Matia Marcantuoni     | Centr               |
| 2012 | 4    | 113   | Sean Maguire          | Brankář             |
| 2012 | 5    | 143   | Clark Seymour         | Centr               |
| 2012 | 6    | 173   | Anton Zlobin          | Pravé křídlo        |